# Royaume de Macédoine
Pour les articles homonymes, voir Macédoine.
VIIe siècle av. J.-C. – 168 av. J.-C.
Entités suivantes :
- République romaine

Le royaume de Macédoine (en grec ancien : Μακεδονία / Makedonía) est un royaume de la Grèce antique, correspondant avant son expansion principalement à la Macédoine grecque actuelle. Il s'étend sur la partie nord-est de la péninsule grecque, bordé par l'Épire à l'ouest, la Péonie au nord, la Thrace à l'est et la Thessalie au sud. Constitué en royaume à l'époque archaïque, il devient le royaume dominant de l'époque hellénistique.
L'existence du royaume est attestée au début du VIIe siècle av. J.-C. avec à ses débuts la dynastie des Argéades. Le royaume connaît un formidable essor au milieu du IVe siècle av. J.-C. sous le règne de Philippe II qui étend sa domination sur la Grèce continentale en évinçant Athènes et la Ligue chalcidienne, pour ensuite fonder la Ligue de Corinthe. Son fils Alexandre le Grand entreprend la conquête de l'immense Empire perse et étend l'hellénisme jusqu'aux confins de l'Asie (vallée de l'Indus). Après la mort d'Alexandre en 323, la Macédoine passe brièvement sous la tutelle des Antipatrides dans le contexte des guerres des Diadoques. En 277, la royauté échoit à Antigone II Gonatas qui installe la dynastie des Antigonides. Celle-ci règne jusqu'en 168, date à laquelle la Macédoine est conquise par les Romains.
Les Macédoniens antiques sont un peuple grec (ethnos) : ils parlent l'ancien macédonien, une langue qui appartient à la famille des langues helléniques, et vénèrent les divinités grecques. Mais leur pays, également peuplé par des tribus thraces et illyriennes, est organisé autour d'une aristocratie foncière dirigée par un roi, et non autour de cités indépendantes ; cela pourrait expliquer pourquoi les auteurs grecs de l'époque classique puissent les considérer comme des barbares.

## Géographie

### Berceau de la Macédoine
Le royaume de Macédoine s'étend à ses débuts, au VIIe siècle av. J.-C., autour du golfe Thermaïque (ou golfe de Salonique), de la grande plaine alluviale d'Émathie formée par le fleuve Axios (actuel Vardar) à la plaine, plus petite, de Piérie. La Haute-Macédoine (dont l'Orestide et la Lyncestide), région de hauts plateaux, est à l'origine formée de principautés indépendantes. Pendant deux siècles la frontière orientale correspond à l'Axios. À partir du Ve siècle av. J.-C., les Macédoniens commencent la conquête des territoires situés à l'est de ce fleuve, les côtes étant alors occupées par des colonies grecques et l'intérieur des terres par des peuplades thraco-illyriennes, dont principalement les Bottiens et les Odomantes.
Les premiers géographes grecs ont fait de la rivière Strymon la frontière orientale de la Macédoine avec la Thrace. Cependant, après que le royaume de Macédoine ait poussé vers l'est les tribus thraces, le fleuve Mesta est considéré comme la frontière orientale, la Sintice, l'Odomantice et l'Édonide y étant incluses.

Le royaume de Macédoine au

### Paysage et ressources naturelles

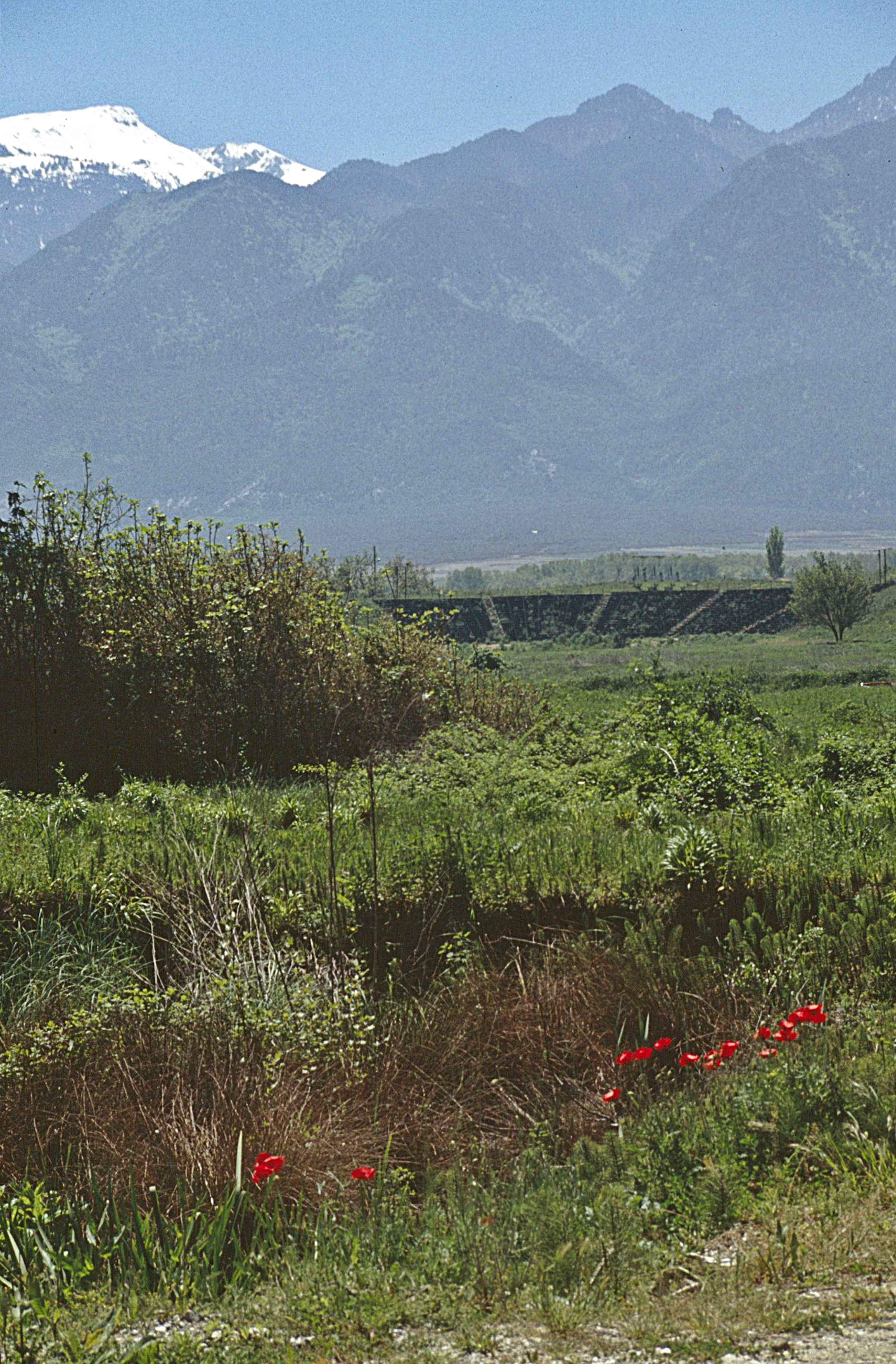
Panorama depuis le théâtre de Dion en Piérie avec le mont Olympe en arrière-plan.

Hérodote (Histoires, VII, 123-124) et Thucydide (La guerre du Péloponnèse, II, 99) décrivent les paysages et ressources de la Macédoine (golfe Thermaïque, Axios, Pella). Avec ses grandes plaines alluviales et ses forêts, la Macédoine possède des paysages fort différents de ceux du reste de la Grèce continentale. Pour un Grec du sud cette contrée peut s’avérer exotique et fascinante comme en témoigne Euripide dans les Bacchantes (vers 556-575).
Les montagnes et les hauts plateaux rendent possible la transhumance des chèvres et des moutons, pratiquée depuis le néolithique. Les prairies arrosées sont propices à l'élevage des vaches et des chevaux ; ces derniers ont fait la renommée du royaume. Les plaines alluviales permettent la culture céréalière. Le sous-sol est riche de précieux minerais : cuivre, fer, or, argent, etc. Enfin, le bois de grande qualité, issu de ses forêts de chênes et de hêtres, est très recherché pour la construction navale, notamment par les Athéniens. Hérodote affirme que Xerxès a du déboiser au moment de son passage tant les forêts sont importantes.
D'un point de vue géo-climatique, la Macédoine possède de nombreux cours d'eau et une météorologie favorable. C'est avec ces éléments naturels qu'elle trouve son unité. 90 % de la Macédoine se situe à plus de 500 m d'altitude et 50 % à plus de 1 500 m. La vie en altitude offre des ressources limitées et la transhumance des éleveurs oblige à avoir un habitat en hiver et un habitat en été. Ces conditions induisent une structure en communautés tribales soudées qui se déplacent et qui ne sont pas adaptées à une vie urbaine. Ces tribus n'ont pas non plus intérêt à aller vers les côtes qui sont basses et inhospitalières. La Macédoine du centre est très humide, il y pleut très souvent. La presqu'île de Chalcidique dispose quant à elle de zones côtières. C'est surtout une région où le climat doux permet la culture de l'olivier qui induit un mode de vie plus sédentaire. À l’est se trouvent de montagnes avec des terres arables. À ces richesses s'ajoutent l'eau (irrigation, pêche), les bœufs nourris à l'herbe grasse du centre du royaume, le blé et la vigne au nord de la Chalcidique. C'est sur cette base géographique que les Argéades structurent le royaume à partir du règne d'Alexandre Ier qui se met à organiser l'exploitation des ressources naturelles et à étendre le territoire qui finit par jouxter les colonies grecques.

### Terre royale à son apogée
Le royaume de Macédoine recouvre au temps de Philippe II, vers le milieu du IVe siècle av. J.-C., les régions suivantes :
- La Basse-Macédoine (aujourd'hui en Macédoine-Centrale grecque) comprenant : l'Émathie, la Bottiée, la Piérie, la Mygdonie, l'Anthémasie ;
- La Haute-Macédoine (aujourd'hui partagée entre la Macédoine-Centrale, le sud-est de la Macédoine du Nord et le sud-ouest de la Bulgarie) comprenant : la Lyncestide, l'Élimée, l'Orestide, la Deuriopie, l'Almopie, la Pélagonie ;
- L'Illyrie macédonienne (aujourd'hui partagée entre la Macédoine-Occidentale grecque, l'ouest de la Macédoine du Nord et le sud-est de l'Albanie) comprenant : la Dassarétie, la Stymphalie, la Pénestie ;
- La Thrace macédonienne (aujourd'hui partagée entre la Macédoine-Orientale-et-Thrace grecque et le sud de la Bulgarie) comprenant : la Bisaltie, la Sintice, l'Odomantice, la Médique, l'Édonide, la Diée, le Dersé ;
- La Péonie (aujourd'hui en Macédoine du Nord et en Bulgarie), peuplée par plusieurs tribus dont les Agrianes ;
- La Chalcidique, formée de trois péninsules (Pallène ou Cassandra, Sithonie et Aktè) et de la Crossée ; une partie de ce territoire a fait partie de la Ligue chalcidienne.

Ces territoires restent sous la tutelle des rois macédoniens jusqu'à la conquête romaine au milieu du IIe siècle av. J.-C.

## Histoire

### Origines des Macédoniens

#### Étymologie du mot «Macédoniens»
La Macédoine (Makedonía) est le pays habité par les Macédoniens (Makedónes), c'est donc bien le peuple qui a donné son nom au pays. Mais l'origine de l'ethnonyme Makedónes n'est pas clairement établie :
- Selon Strabon (au Ier siècle av. J.-C.), qui s'inspire ici de Marsyas de Pella, les Macédoniens devraient leur nom à l'un de ses premiers souverains appelé Makédon[A 2]. Mais cette version mythologique rencontre peu d'écho chez les historiens modernes.
- Une première hypothèse moderne fait dériver Makedónes de l'adjectif makednós qui signifie « haut », tel qu'utilisé par Homère pour désigner un arbre dans l'Odyssée[A 3] et qui serait selon Hésychios d'Alexandrie un mot d'origine dorienne[4]. On considère par ailleurs les Macédoniens comme des personnes de grande taille[5].
- Une deuxième hypothèse suggère que Makedónes signifie « les gens des hautes terres », en référence aux montagnes de la région[6]. Le World Book Encyclopedia avance aussi cette théorie, mais sur la base du terme grec ancien makednós.
- Une dernière hypothèse estime que le terme proviendrait de langues proto indo-européennes ou de l'hourrite, signifiant, entre autres possibilités, « les gens du pays des moutons » ou « les gens du pays des fermiers »[7].

#### Peuplement de la Macédoine

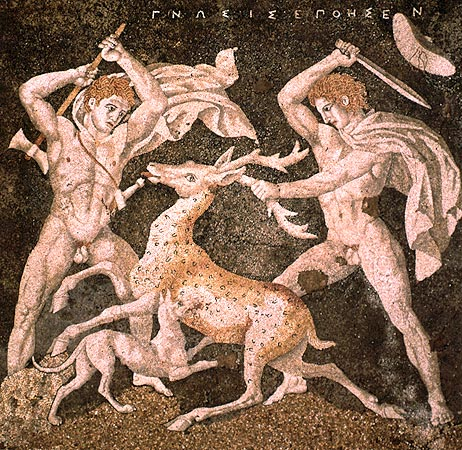
Mosaïque de la chasse au cerf, Maison de l'Enlèvement d'Hélène à Pella,

Le territoire de la Macédoine est habité depuis le Néolithique. À partir du VIIe millénaire av. J.-C., les premiers habitants, sédentaires, connaissent l'agriculture et la poterie ; plusieurs cultures locales se côtoient et se succèdent. Par les contacts avec l'Illyrie adriatique, le territoire entre dans l'âge du bronze au début du IIe millénaire av. J.-C. La région est censée, pour certains, avoir été régulièrement envahie par des tribus dites proto-indo-européennes pendant les dernières décennies du IIIe millénaire av. J.-C. jusqu'au Bronze moyen. De 1300 à 1200 la région connaît de nouvelles invasions des tribus égéennes, faisant débuter l'âge du fer macédonien vers 1200 (achevé en 400). Cette période est caractérisée par l'existence de monarchies organisées et influencées par la Grèce, comme le royaume de Péonie ou les États princiers d'Orestide et de Lyncestide. C'est au tout début du VIIe siècle av. J.-C. que la royauté des Argéades émerge en Macédoine. À partir du VIe siècle av. J.-C., l'influence politique grecque se fait de plus en plus importante et le territoire se couvre de place fortes afin de faire face à la menace perse. Le royaume de Péonie, dont le territoire correspond à la majeure partie de l'actuelle Macédoine du Nord, est lui occupé sous Philippe II.
Selon la théorie commune, la Macédoine aurait été peuplée par une ethnie majoritairement grecque coexistant avec un groupe minoritaire de Thraco-Illyriens « indigènes » : Bottiéens et Édones autour du golfe de Pella (aujourd'hui comblé), Almopes à l’intérieur des terres, Éordes à l’ouest, Péoniens au nord, Pières au sud entre l’Olympe et la mer. Leur mode de vie est rural et même pastoral ; toutefois les élites sont largement hellénisées. Certains de ces peuples ont pu constituer des royaumes relativement puissants. La Péonie a par exemple été capable de résister à l'expansion perse durant les guerres médiques, alors que les Bottiéens, les Édones et les Pières de la côte ont dû accepter la domination des Achéménides.

#### La Macédoine vue par les auteurs grecs
Homère appelle la Macédoine Émathie. Pour lui cette région, l'actuelle Grèce du nord, est le « pays des barbares et des dieux ». Selon Hérodote, les Makednoí sont une tribu dorienne. Strabon écrit quant à lui : « Les peuples qui se partageaient son territoire étaient des Épirotes, des Illyriens, et surtout des Bottiéens et des Thraces. Les Bottiéens, à ce qu'on dit, étaient venus de Crète sous la conduite de Botton. Parmi les Thraces on distinguait les Pières qui habitaient la Piérie et la région de l'Olympe, les Péoniens établis sur les rives du fleuve Axios dans une région qui prend pour cette raison le nom d'Amphaxitis, les Édones et les Bisaltes installés sur le reste du pays jusqu'au Strymon. Tous ces peuples passèrent sous la domination des Argéades et des Chalcidiens d'Eubée ».

#### Origines des Macédoniens

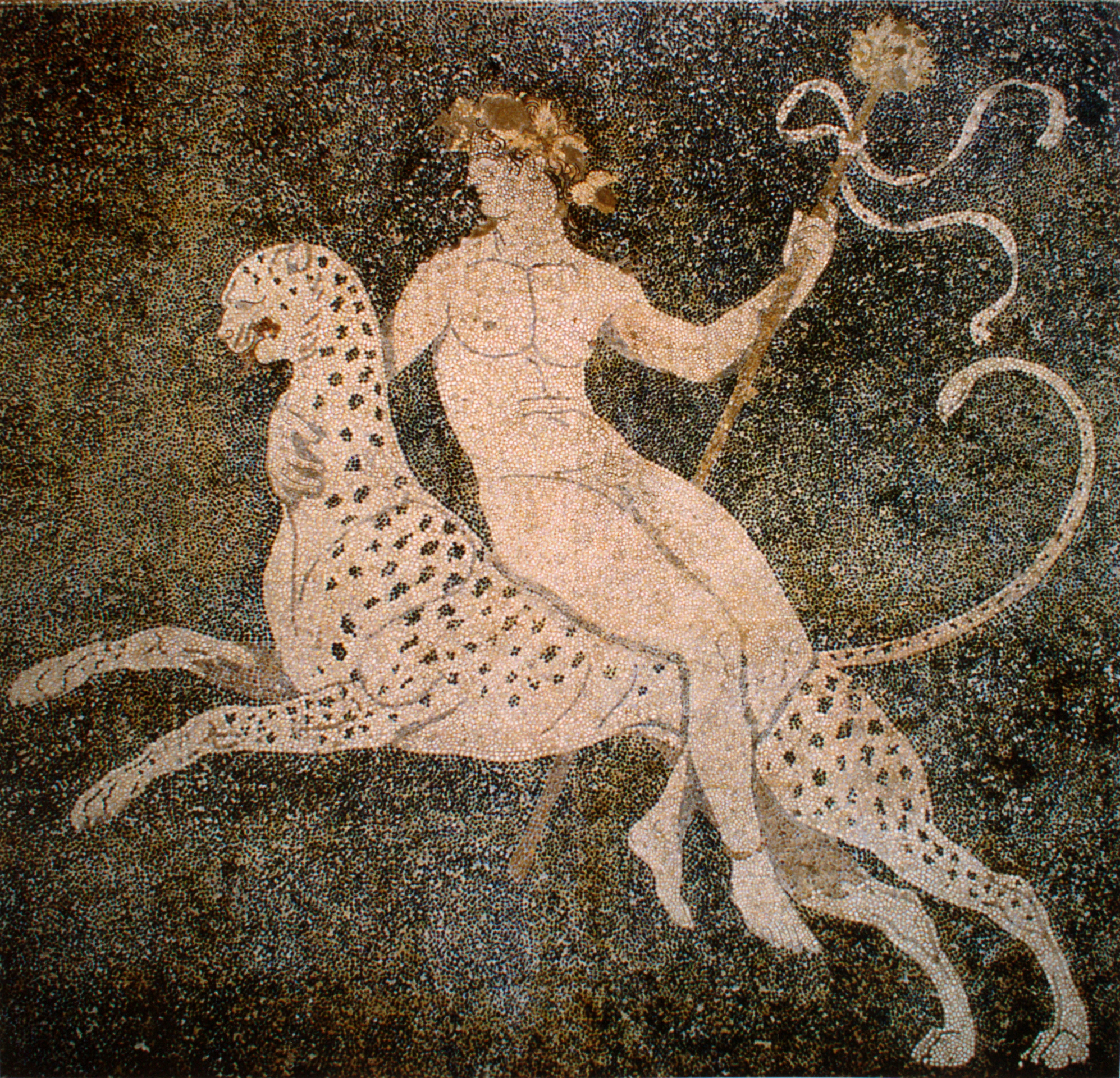
Dionysos montant un guépard, mosaïque de la Maison de Dionysos, Pella, fin du

La question des origines des Macédoniens est l'objet d'un vaste débat historiographique, étant donné l'indigence des sources antiques à ce sujet,. Les auteurs helléniques expriment des idées complexes, sinon changeantes et ambiguës, sur l'identité ethnique exacte des Macédoniens, considérés par certains comme des « barbares » et par d'autres comme semi-grecs ou entièrement grecs. Aristote, dans la Politique, et Démosthène, dans les Philippiques, estiment, pour des motifs politiques, que les Macédoniens sont des « barbares » non-grecs. Tandis que Polybe, dans ses Histoires, affirme que les Grecs et les Macédoniens sont parents. À travers les généalogies mythologiques du Catalogue des femmes, Hésiode affirme que les Macédoniens descendent de Macédon, un fils de Zeus et de Thyia, et donc neveu d'Hellen, géniteur des Grecs (ou Hellènes).
Diodore (Bibliothèque historique, livre XVII) et Plutarque (Vie d'Alexandre) différencient explicitement les Macédoniens et les Grecs quand ils évoquent le règne d'Alexandre le Grand, en distinguant par exemple les Compagnons proches du roi d'origine grecque dont Laomédon de Mytilène, Érygios, Médios de Larissa, Eumène de Cardia, Néarque et Lysimaque. Mais il s'agirait d'abord d'une distinction politique et culturelle entre Macédoniens vivant sous le régime de la royauté argéade et Grecs originaires de cités indépendantes (comme Mytilène) ou de colonies grecques proches de la Macédoine (comme Cardia). De nombreuses références aux différences supposées entre Grecs et Macédoniens sont tirées de l’Anabase d'Arrien qui a vécu à l'époque de l'Empire romain durant laquelle toute notion d'appartenance ethnique parait tendancieuse. Miltiade Hatzopoulos souligne que les passages du texte d'Arrien révèlent aussi que les termes « Grecs » et « Macédoniens» sont parfois synonymes. Par exemple, lorsque Alexandre le Grand réunit dans une fête Macédoniens et Perses avec des rituels religieux exécutés par des mages perses et des « voyants grecs », ces derniers sont en fait macédoniens. Des historiens soutiennent qu'il n'y a pas de différence ethnique réelle entre Macédoniens et Grecs, seulement une distinction politique créée dans le contexte de la Ligue de Corinthe dirigée par Philippe II depuis 337 av. J.-C.. On peut par ailleurs souligner que d'autres peuples ont été considérés comme des « barbares » non-grecs par certains anciens, tels que les Épirotes et les Chypriotes, bien qu'ils parlent un dialecte grec, vénèrent les divinités grecques, connaissent les institutions politiques traditionnelles grecques et participent aux jeux panhelléniques. Il convient aussi de noter qu'en plus de l'appartenance à des groupes tribaux tels que les Éoliens, les Doriens, les Achéens ou les Ioniens, les Grecs fondent leurs identités ethniques sur la polis (la cité-État) dont ils sont originaires.
Hypéride et Chrémonidès, considérant la Macédoine comme un ennemi politique, comparent respectivement la guerre lamiaque et la guerre chrémonidéenne aux guerres médiques qui voient les Grecs se libérer de la tyrannie. Même les partisans d'une alliance avec la Macédoine, tel Isocrate, tendent à souligner les différences entre le royaume macédonien et les cités grecques, aussi pour apaiser les craintes quant à l'extension de la monarchie aux dépens de la gouvernance de leurs poleis. Les différences ethniques supposées entre Grecs et Macédoniens ont disparu peu après la conquête romaine de la Macédoine en 148 et du reste de la Grèce avec la défaite de la Ligue achéenne.
La plupart des historiens modernes, qui s'appuient sur les récentes découvertes archéologiques des années 1990-2000, contestent une vision trop « athénocentrique », héritée en partie de Thucydide, de la civilisation hellénique, considérant comme « barbares » les peuples vivant au nord et à l'ouest de Delphes. Aujourd'hui, une théorie postulent que les Macédoniens parlent un dialecte grec, dont la forme écrite s'avère proche de celle des dialectes du nord-ouest d'Épire et de Thessalie. Ils vénèrent les divinités grecques. Par ailleurs leur monarchie possède des points communs avec celle des peuples voisins d'Épire et de Thessalie. Enfin les classes d'âge des jeunes gens et des jeunes filles s'inscrivent dans les normes panhelléniques. Finalement, il existe un consensus pour dire que les Macédoniens antiques sont bien un peuple grec.
Un autre courant historique, celui-là plus ancien, conteste l'origine argolide des fondateurs argéades du royaume macédonien qui pourraient être des Ioniens insulaires installés en Macédoine durant leur migration du Xe siècle av. J.-C..

#### Langue des Macédoniens

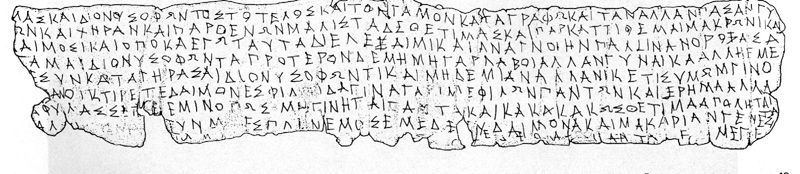
Fac-similé d'une tablette de malédiction en plomb du IVe siècle : le premier texte en dialecte macédonien trouvé.

Les Macédoniens parlent l'ancien macédonien, une langue indo-européenne différente du grec ionien-attique. Peu de textes ou de sources de l'ancien macédonien nous sont parvenus (onomastique, légendes monétaires, noms de mois, inscriptions, etc.) et par conséquent sa classification exacte est toujours discutée :
- dialecte grec proche des dialectes de Thessalie et d'Épire[26]
- dialecte grec proche du dorien[27].

La publication d'une « tablette de malédiction » du IVe siècle av. J.-C., découverte en 1986 dans une nécropole de Pella, a néanmoins démontré que le macédonien ancien est proche à la fois du thessalien et des dialectes grecs du nord-ouest (dont l'épirote), suggérant que le macédonien ancien est bien un dialecte grec.

### Dynastie argéade

Localisation de la Macédoine au temps de la guerre du Péloponnèse.

#### Premiers argéades
L'histoire macédonienne commence véritablement au VIIIe siècle av. J.-C. avec la prise de la citadelle phrygienne d'Édessa et la fondation d'Aigai par des pasteurs conduits par des chefs venus d'Orestide. Perdiccas Ier est selon une tradition historique issue d'Hérodote le fondateur de la royauté macédonienne à l'époque archaïque au tout début du VIIe siècle av. J.-C. et le premier souverain argéade.
Selon la légende, le royaume aurait été fondé en 796 av. J.-C. par un exilé d'Argos, Caranos, fils de l'Héraclide Téménos. Il aurait régné 28 ans et fondé Édessa et Aigai, première capitale de la Macédoine avant Pella. Selon Plutarque, les Argéades seraient les héritiers d'Argaios, un roi macédonien.
Les deux premiers siècles du royaume sont largement méconnus, l'histoire et la légende se mêlant à propos des cinq premiers rois argéades.

#### Essor sousAlexandreIer
À la suite de l'expédition de Darius contre les Scythes la Macédoine se soumet aux Perses en 512 av. J.-C. sous le règne d'Amyntas Ier. La Macédoine devient alors un vassal des Achéménides.
Le règne d'Alexandre Ier (498-454) marque le début de l'essor du royaume. Il parvient en effet à étendre son autorité sur la Haute-Macédoine (dont l'Orestide et la Lyncestide) tout en maintenant des relations privilégiées avec Athènes qui a besoin du bois de Macédoine pour la construction navale. Durant la deuxième guerre médique, il est contraint d'apporter son aide au grand roi Xerxès tout en maintenant des contacts secrets avec les Grecs coalisés. Après la défaite des Perses, il peut annexer les territoires situés entre l'Axios et le Strymon. Il est donc parvenu à doubler la superficie de son royaume tout en y attirant des populations grecques. Il est attesté comme le premier souverain macédonien à battre monnaie. Hérodote écrit à propos de ce monnayage qu'est extrait un talent par jour des mines d'argent du lac Prasias. À sa mort en 454, des querelles successorales éclatent entre ses fils et affaiblissent le royaume. Perdiccas II parvient néanmoins à lui succéder.

#### La Macédoine au

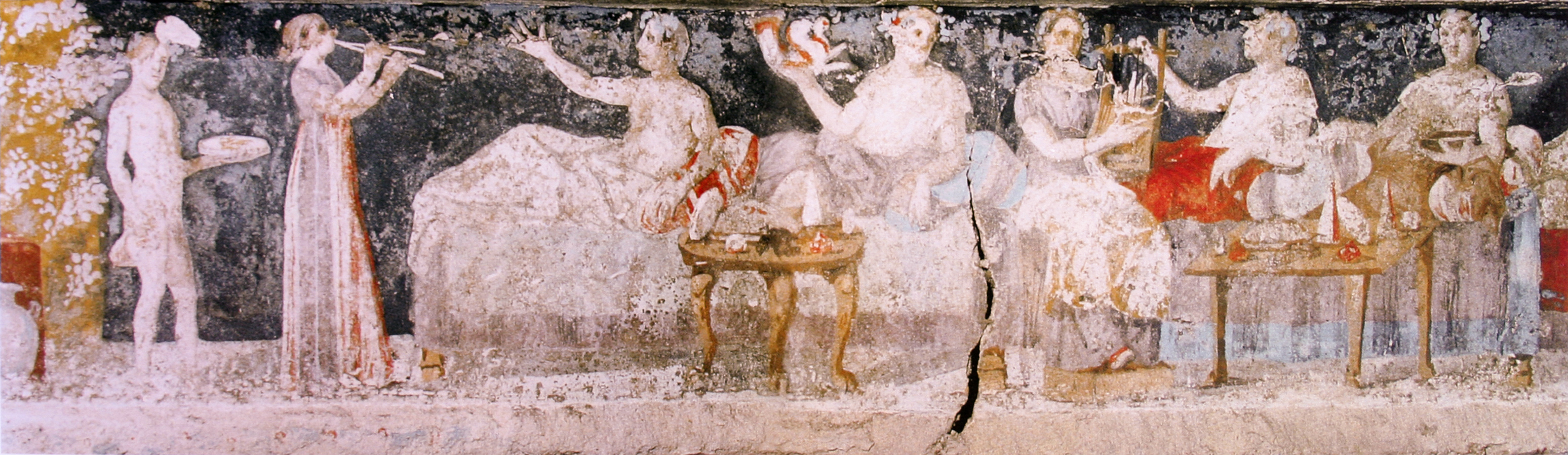
Scène de banquet dans une tombe d'Ágios Athanásios, fin du

#### La Macédoine auVesiècleav. J.-C.
La mort d'Alexandre Ier entraine un mouvement de sécession en Haute-Macédoine, tandis que les Athéniens étendent la domination de la Ligue de Délos sur les côtes nord de la Mer Égée en fondant la colonie d'Amphipolis à l'embouchure du Strymon à partir de 437 av. J.-C. Perdiccas II rallie à sa cause les cités de la Ligue chalcidienne contre Athènes, révolte qui est l'une des origines de la guerre du Péloponnèse. Durant ce conflit, Perdiccas parvient à conserver l'intégrité territoriale de la Macédoine en s'alliant successivement aux Spartiates et aux Athéniens. Il mène par ailleurs deux campagnes contre les Lyncestes avec l'aide du spartiate Brasidas mais doit finalement reconnaitre l'indépendance de la Lyncestide.
Son fils et successeur, Archélaos, profite des défaites d'Athènes pour rétablir son autorité en Haute-Macédoine et réprimer les velléités indépendantistes des cités côtières. Il entreprend de profondes réformes du royaume et de grands travaux : construction de forteresses et de routes, transfert de la capitale d'Aigéai à Pella à la fin du Ve siècle av. J.-C., amélioration de l'équipement de l'armée, monnayage abondant, etc. Il se place en protecteur des arts en accueillant à sa cour Thucydide, Euripide et Zeuxis.
La mort d'Archélaos marque le début d'une ère de chaos politique qui voit se succéder quatre rois en cinq années. L’avènement d'Amyntas III en 393 met fin aux troubles dynastiques. Mais il doit faire face aux invasions des Illyriens et aux ambitions de la Ligue chalcidienne qui bénéficie notamment d'importants privilèges commerciaux, cette dernière suscitant même la révolte indépendantiste de Pella, la nouvelle capitale. En 382, Sparte vient en aide à Amyntas en dissolvant, temporairement, la Ligue chalcidienne. Cet événement marque un nouvel essor du royaume de Macédoine.

#### La Macédoine au début du

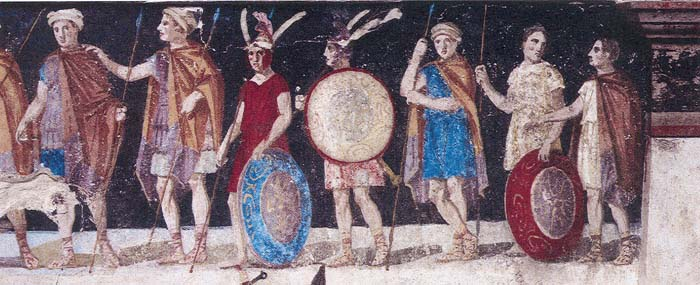
Guerriers macédoniens dans une tombe d'Ágios Athanásios, fin du

#### La Macédoine au début duIVesiècleav. J.-C.
Le successeur d'Amyntas III, son fils aîné Alexandre II, rencontre l'hostilité des Thèbains par son intervention en Thessalie. Il est assassiné en 368 av. J.-C. par Ptolémée d'Aloros qui devient dès lors le régent de Perdiccas III. La campagne du stratège athénien Iphicrate à Amphipolis entraîne l'intervention de Pélopidas, maître de Thèbes, qui, après avoir fait le serment de protéger les droits des fils d'Amyntas, emmène avec lui deux otages : Philoxène, frère de Ptolémée d'Aloros, et Philippe II, le plus jeune fils d'Amyntas III, qui séjourne durant trois années à Thèbes.
En 365, Perdiccas accède au trône après avoir tué Ptolémée. Son règne, bien que de courte durée, permet de réorganiser les finances du royaume ; un rapprochement s'opère par ailleurs avec Athènes et sa colonie Amphipolis. En 359, le roi trouve la mort avec 4 000 de ses hommes en luttant contre les Illyriens qui envahissent le royaume. Son jeune fils, Amyntas IV est proclamé roi, tandis que la régence et la tutelle sont confiées à Philippe, frère du défunt. Mais très rapidement, Amyntas est évincé du pouvoir (Alexandre le fait exécuter en 336) et Philippe, qui a prouvé sa valeur face aux Illyriens, est proclamé roi par l'Assemblée des Macédoniens.

#### PhilippeIIet la soumission de la Grèce

Le royaume de Macédoine à la mort de Philippe II (roi de Macédoine).

Dès le début de son règne en 359 av. J.-C., Philippe II, âgé de 22 ans, doit faire face à la menace des Illyriens, des Péoniens et des Thraces du royaume des Odryses. Il réduit ces oppositions assez rapidement, grâce à une armée macédonienne complètement réformée, transformée en véritable « machine de guerre », qui lui donne une nette supériorité sur ses adversaires. Il annexe définitivement la Haute-Macédoine puis s'empare d'Amphipolis, de Pydna et de Potidée aux dépens d'Athènes qui est définitivement évincée des côtes macédoniennes en 354 après la prise de Méthone.
Il prend part à la troisième guerre sacrée à l'appel de Thèbes et de la ligue thessalienne contre les Phocidiens qu'il défait en 352 à la bataille du Champ de Crocus. Il se fait élire à la tête de la confédération thessalienne. Malgré son échec aux Thermopyles face aux Athéniens et aux Spartiates alliés à la ligue achéenne, Philippe a démontré aux cités grecques sa puissance nouvelle. À cette date, il ne reste en Grèce du Nord que deux puissances hégémoniques, la Macédoine et la Ligue chalcidienne, laquelle est dissoute en 348 après la destruction d'Olynthe et de Stagire et la mise sous tutelle royale des territoires de la Ligue.
Philippe estime que la Grèce doit être unifiée sous la direction de la Macédoine afin de mieux résister aux Perses et de se lancer dans une campagne en Asie Mineure. Il conclut la paix de Philocrate avec Athènes en 346 qui lui permet de prendre la place des Phocidiens au Conseil des amphictyons. Mais cette politique hégémonique suscite l'hostilité d'Athènes alors sous l'influence de Démosthène ; celui-ci prononce dans ce contexte de violents discours, les Philippiques, dans lesquelles il affirme que la Macédoine cherche à dominer la Grèce. La quatrième guerre sacrée donne l'occasion à Philippe de lutter contre les Athéniens et les Thébains ligués contre lui. Il les défait à Bataille de Chéronée en 338. Thèbes est occupée, la Ligue des Béotiens dissoute ; Athènes est quant à elle ménagée grâce à la paix de Démade, car Philippe a besoin de sa flotte dans l'éventualité d'une campagne contre les Perses. Les Grecs acceptent alors d'entrer dans la Ligue de Corinthe dirigée par Philippe qui prévoit de libérer les cités grecques d'Asie Mineure et de venger la destruction des sanctuaires grecs par Xerxès. En 336, une avant-garde de l'armée macédonienne, commandée par Parménion, traverse l'Hellespont ; mais, à la veille du départ du corps expéditionnaire, Philippe est assassiné par son garde du corps, Pausanias d'Orestide, peut-être sur ordre des Perses voire d'Olympias.
Philippe II est donc parvenu à unifier plusieurs entités disparates : le royaume originel des Argéades de Basse-Macédoine, les petits royaumes de Haute-Macédoine (Orestide, Lyncestide, etc.), les terres conquises à l'est de l'Axios par ses prédécesseurs et les territoires pris à la Ligue chalcidienne, dont des colonies grecques (Olynthe, Stagire, etc.). Philippe entreprend en effet de réformer radicalement l'administration du royaume qu'il divise en quatre grandes régions (ou mérides) dirigées par un stratège représentant le roi et disposant d'une assemblée délibérative.

#### Alexandre le Grand à la conquête de l'Orient

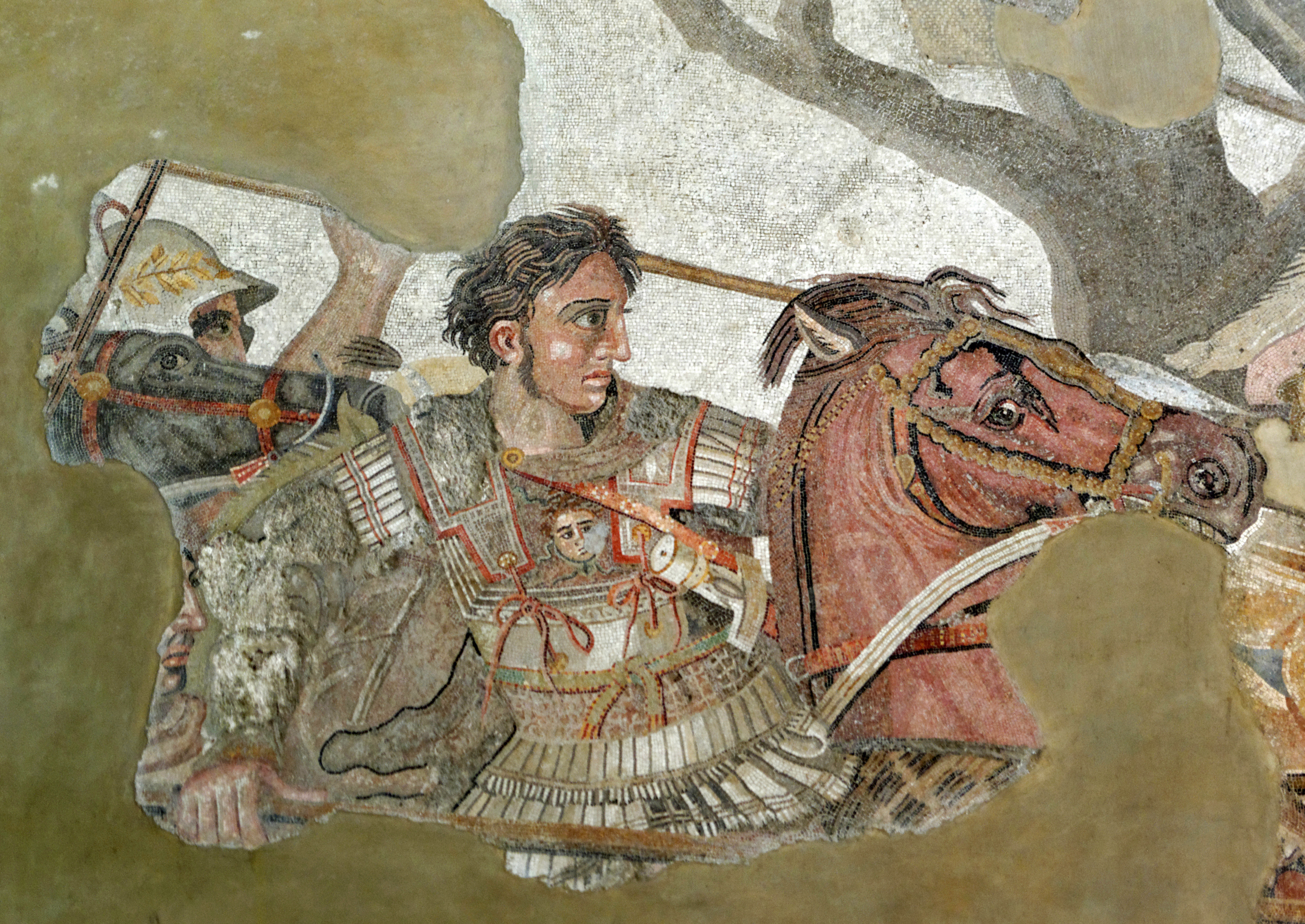
Mosaïque d'Alexandre à Pompéi représentant Alexandre à Issos.

Dès son accession au pouvoir en 336 av. J.-C., Alexandre, alors âgé de vingt ans, reprend à son compte les projets de conquête forgés par son père Philippe II. Mais il est immédiatement confronté à une révolte des cités grecques. Il soumet les Thébains en détruisant leur cité puis sécurise la frontière septentrionale en battant les Triballes et les Illyriens. En 334, il entame la conquête de l'Asie aux dépens des Perses achéménides. Grâce à l'excellence tactique de l'armée macédonienne et à ses capacités stratégiques, il fait de son « petit royaume » le maître de l'immense empire achéménide à l'issue de trois grandes victoires contre l'armée perse au Granique, à Issos et à Gaugamèles. Il prend la suite de Darius III comme souverain de l'empire perse, faisant de lui le roi des Macédoniens, le chef (hégémon) de la ligue de Corinthe, le roi d'Asie et le pharaon d'Égypte. Après avoir vaincu le roi du Pendjab à la bataille de l'Hydaspe, Alexandre s’avance jusqu'aux confluents de l'Indus mais son armée refuse d'avancer plus loin. Les autels qu'il fait construire sur les rives de l'Hyphasis marquent l'extrémité est de son empire. À la fin de son règne, une campagne contre l'Arabie se prépare, tandis qu'une flotte de guerre phénicienne doit s'assurer le contrôle de la Méditerranée, de la mer Rouge et du golfe arabo-persique. Il meurt à Babylone en juin 323 sans avoir pu consolider son immense empire.
Alexandre a fondé une vingtaine de cités, dont la majorité porte le nom d'Alexandrie, et permis l'extension de la culture hellénique jusqu'aux confins de l'Asie. Il prône par ailleurs la fusion des « élites irano-macédoniennes » et tente de faire adopter les usages perses à la cour (dont la proskynèse), suscitant la réprobation d'officiers traditionalistes. La charge de chiliarque occupée par Héphaistion, qui s'apparente à celle d'un vizir, montre aussi une évolution de la royauté vers le modèle perse. Nombre de soldats macédoniens ont démontré dans diverses séditions (dont celle d'Opis) leur volonté de retourner dans leur patrie afin de profiter des fruits de la conquête, alors qu'Alexandre cherche à centrer son nouveau royaume autour de Babylone et à poursuivre son œuvre asiatique. Sous son règne la « nation » macédonienne s'incarne dans son armée et plus seulement dans son territoire d'origine. Alexandre permet tout de même à certains vétérans (conduits par Cratère) de retourner en Macédoine. Le lien entre la Macédoine et l'administration « impériale » basée en Asie n'est pas rompu : des rapports et des lettres émis par la chancellerie d'Eumène de Cardia circulent grâce aux services postaux hérité des Achéménides, les archives royales étant entreposées à la fin du règne dans la citadelle de Babylone. Dans ses correspondances, Alexandre utilise selon les cas le sceau de roi des Macédoniens ou celui des Achéménides.
Sous Alexandre, les cadres de l'armée ont été profondément remaniés.. L'armée « nationale » forgée par Philippe s'est peu à peu transformée en une armée cosmopolite où les Macédoniens gardent une place d'honneur mais où les Asiatiques tiennent lieu d’épigones (ou héritiers), modifiant l'esprit originel du nomos (ou loi coutumière). La Macédoine devant se prémunir des incursions de ses voisins du nord et maintenir son hégémonie sur la Grèce, le pays ne fournit plus de renfort à l'armée royale à partir de 331. Seules les places d'importance stratégique (Memphis, Babylone ou Suse) sont gardées par des garnisons macédoniennes, les autres troupes d'occupation étant souvent des mercenaires grecs ou thraces. Il fait par ailleurs établir des colonies militaires, comme en Bactriane et en Sogdiane, peuplées uniquement de Grecs ; certaines sont considérées comme des poleis, d'autres s'apparentent plutôt à des colonies disciplinaires.

#### La Macédoine sous la régence d'Antipater

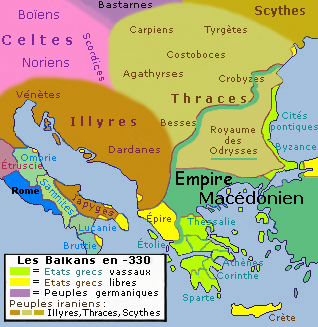
L'empire macédonien en Europe en 330 av. J.-C.

Durant la conquête de l'Asie, la régence du royaume (au titre de « stratège d'Europe ») est confiée à Antipater, un officier expérimenté, qui semble avoir disposé de pouvoirs étendus. Il montre son attachement à une monarchie traditionnelle et « patriarcale » dans laquelle la noblesse peut s'exprimer librement au sein du Conseil royal et apparaît de fait comme le véritable souverain aux yeux des Macédoniens. Il utilise la ligue de Corinthe afin de maintenir les Grecs dans la dépendance tout en s'appuyant, comme Philippe II, sur des régimes oligarchiques ou tyranniques soutenus par des garnisons macédoniennes. Il participe indirectement à la conquête en envoyant des renforts à Alexandre durant l'hiver 334-333 av. J.-C. Il est rapidement aux prises avec les cités grecques, Memnon de Rhodes ayant auparavant pris contact avec le roi de Sparte, Agis III, et les cités les plus hostiles aux Macédoniens. Il doit également faire face en Égée à la flotte perse. En 332, des tribus thraces se révoltent, emmenées par un stratège macédonien qui a pris le parti des populations insurgées. Puis au printemps 331, Antipater s'oppose aux ambitions d'Agis. Celui-ci entend soumettre tout le Péloponnèse et assiège Mégalopolis avec le soutien de contingents achéens, élidiens et arcadiens. Antipater reçoit une part du trésor de Suse, lui permettant de recruter de nombreux mercenaires. Il conclut une trêve avec les Thraces et dirige en personne l'offensive. L'armée spartiate est vaincue à la bataille de Mégalopolis durant laquelle Agis trouve la mort. Sparte négocie la paix directement avec Alexandre et se voit imposer le paiement de 120 talents et surtout son entrée dans la Ligue de Corinthe. Après la mort d'Agis, la Grèce entre sous la férule d'Antipater dans une période de paix jusqu'en 322.
Au fil de la conquête de l'Asie, Antipater manifeste de plus en plus sa réticence envers la politique « orientalisante » d'Alexandre, le préjugé envers les « Barbares d'Asie » étant encore tenace. En outre, il ne conçoit pas qu'un roi puisse recevoir des honneurs divins en tant que « Dieu Invaincu » (Théos Anikètos) comme les cités en ont reçu l'ordre. C'est pour cette raison qu'Alexandre lui écrit qu'il compte punir ceux qui ont inspiré les protestations de Callisthène. Enfin, le régent n'admet pas la nouvelle politique menée en Grèce. Il considère que le roi s'immisce dans les affaires intérieures des cités en leur ordonnant le retour des bannis et le rétablissement dans leurs biens. Antipater est chargé de faire appliquer ces édits royaux tandis que son hostilité à l'égard de cette politique remonte jusqu'à Alexandre par le biais d'Olympias qui a envoyé à son fils plusieurs lettres dénonçant la déloyauté du régent. Alexandre décide dans un premier temps en 324 d'appeler Antipater à Babylone pour lui demander des comptes. Mais le régent refuse et préfère envoyer ses fils Cassandre et Iolas plaider sa cause. En vain, puisqu'Alexandre charge le fidèle Cratère de retourner en Macédoine avec un contingent de vétérans avec secrètement pour mission de destituer Antipater, par la force si nécessaire.

#### Guerre lamiaque
La mort d'Alexandre en juin 323 av. J.-C. est une aubaine pour Antipater qui se voit confirmé par les accords de Babylone dans ses fonctions de « stratège d'Europe ». Mais c'est à ce moment que se forme en Grèce une nouvelle coalition qui mène à la guerre lamiaque (323/322). Dès la mort d'Alexandre, les Athéniens se soulèvent en effet contre la domination macédonienne. Hypéride suscite une alliance avec principalement des Étoliens, des Thessaliens, des Locriens et des Phocidiens. Fort d'un contingent de mercenaires payés avec le trésor pris à Harpale, le stratège Léosthène défait les Macédoniens en Béotie. Antipater doit abandonner les Thermopyles et décide, vu l'infériorité numérique de son armée, de s'enfermer dans Lamia en attendant les renforts venus d'Asie (fin 323). Il envoie une ambassade auprès de Léonnatos afin que celui-ci, qui est censé mener campagne en Cappadoce au profit d'Eumène de Cardia, passe en Europe. Lysimaque ne peut lui venir en aide car il est occupé à soumettre les tribus thraces.
La supériorité de la flotte athénienne, considérablement renforcée depuis l'administration de Lycurge, cesse avec l'arrivée en mer Égée d'une puissante escadre phénicienne et chypriote. Cleitos, l'amiral macédonien, défait la flotte athénienne dans l'Hellespont permettant la traversée des troupes de Léonnatos. Celui-ci trouve la mort aux pieds des remparts de Lamia mais l'arrivée de son armée permet à Antipater d'évacuer la cité. Au printemps 322, la flotte athénienne est détruite au large d'Amorgós. Cette grave défaite, qui marque la fin de la puissance navale athénienne, permet d'amener en Grèce les renforts de Cratère. À la tête d'un contingent de 50 000 fantassins et 5 000 cavaliers vétérans, celui-ci rejoint Antipater, à l'été 322, qui pour sceller cette alliance offre à Cratère d'épouser sa fille Phila. L'apport de ces troupes est décisif. En août 322, les alliés grecs sont vaincus à la bataille de Crannon en Thessalie. À la suite de cette victoire éclatante, Antipater impose à Athènes une paix drastique : la démocratie est remplacée par un régime oligarchique protégé par une garnison macédonienne. Hypéride est torturé et exécuté, Démosthène contraint au suicide. Le régime oligarchique à Athènes s'apparente à un régime censitaire : un citoyen doit posséder 2 000 drachmes et 1 000 pour devenir archonte. Il exclut de la citoyenneté un nombre considérable de paysans pauvres ; mais 10 000 d'entre eux acceptent les terres que le régent leur offre en Thrace.
Antipater et Cratère comptent ensuite envahir l'Étolie mais l'arrivée en Macédoine d'Antigone le Borgne qui leur fait part des ambitions royales de Perdiccas les incite à abandonner ce projet.

#### Partage de l'empire d'Alexandre

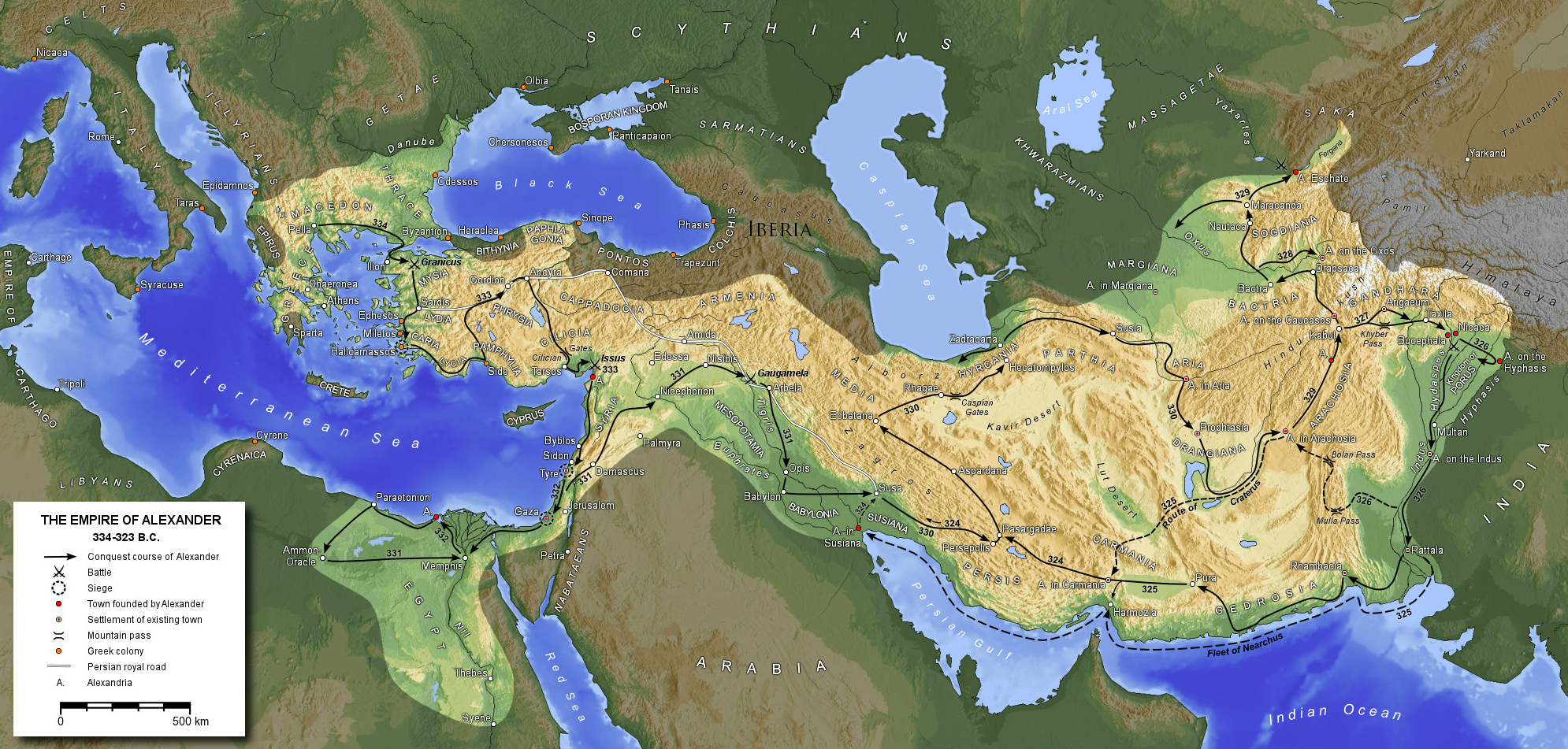
L'empire d'Alexandre à son apogée.

L’héritage d'Alexandre le Grand, mort en 323 av. J.-C., est partagé entre ses principaux généraux, les Diadoques, qui forment à la suite de multiples conflits les différents dynasties royales de l'époque hellénistique, dont celle des Antigonides qui règne sur la Macédoine à partir de 277. Les successeurs légitimes d'Alexandre, son fils posthume Alexandre IV, et son demi-frère Philippe III Arrhidée, déficient mental, sont placés sous la tutelle des Diadoques et n'ont jamais régné sur la Macédoine. Le régent (ou chiliarque) Perdiccas, partisan du maintien de l'unité impériale sinon de celui des Argéades, est éliminé en 321 par ses rivaux incarnant les « forces centrifuges », dont Ptolémée, Séleucos et Antigone qui n'ont jamais véritablement prétendu à la couronne de Macédoine.
Par les accords de Babylone réglant la succession d'Alexandre, Antipater conserve la régence de Macédoine au titre de stratège d'Europe au sein d'un « triumvirat » formé avec Perdiccas, chiliarque de l'empire, et Cratère, tuteur des rois. À la mort d'Antipater en 319, lui succède Polyperchon, entraînant un long conflit avec Cassandre qui a été écarté du testament politique de son père. Cassandre, qui se pose en défenseur des traditions macédoniennes, finit par être proclamé roi vers 305, après avoir notamment fait exécuter Olympias et Alexandre IV, dernier des Argéades.

#### L'éphémère dynastie des Antipatrides

Les royaumes des Diadoques en 301 av. J.-C.

La mort de Cassandre en 297 av. J.-C. plonge la royauté dans d'inextricables querelles dynastiques. Une longue période d'instabilité politique s'ouvre en Macédoine, marquée par les luttes entre les Diadoques et leurs héritiers, les Épigones. Le trône de Macédoine est en effet confié à son fils aîné, Philippe IV, alors âgé de 18 ans.. Ce dernier décède rapidement ; lui succède alors conjointement ses deux frères, Alexandre V et Antipater. Mais désireux de régner seul, ce dernier fait assassiner leur propre mère, Thessaloniké (fille de Philippe II) au prétexte qu'elle aurait favorisé Alexandre dans le partage. Celui-ci appelle alors à son secours Pyrrhus, le roi d'Épire, et Démétrios Poliorcète (fils d'Antigone le Borgne). Pyrrhus rétablit promptement la situation au profit d'Alexandre et se fait céder d'importantes provinces frontalières. Aussi lorsque Démétrios apparaît, Alexandre cherche à s'en débarrasser. Démétrios anticipe le projet d'assassinat en faisant tuer Alexandre à Larissa en Thessalie en 294 et se fait proclamer roi à sa place. Quant à Antipater, il est finalement assassiné par Lysimaque, roi de Thrace, après sa victoire contre Démétrios en 288, date laquelle la royauté passe aux mains de Pyrrhos. En 285, Lysimaque défait Pyrrhus et se fait proclamer roi.
Après la mort de Lysimaque à la bataille de Couroupédion en 281 face à Séleucos (qui manifeste l'ambition de marcher sur la Macédoine afin peut-être de se faire proclamer roi), lui succède brièvement Ptolémée Kéraunos, un fils répudié de Ptolémée, qui trouve la mort en luttant contre les Galates durant leur Grande expédition en 279. Profitant du désordre politique qui suit la mort d'Alexandre, des groupes celtes (pas encore galates) ont déjà réalisé des incursions en Thrace et en Macédoine : en 298 Cassandre les défait sur l'Haemus. Mais la mort de Lysimaque marque l'effondrement des capacités défensives du pays.
Méléagre, le frère de Ptolémée Kéraunos, règne pendant deux mois avant d'être remplacé par Antipater II Étésias, un petit-fils d'Antipater. Mais le jugeant inapte à assumer la défense de la Macédoine face aux bandes celtes, Sosthène, proclamé stratège des Macédoniens, le dépose sans pour autant accepter le titre royal. Sosthène gouverne le pays avec fermeté de 279 à 277. Sa mort (naturelle) entraîne le réveil des ambitions royales de Ptolémée de Telmessos, fils de Lysimaque, et d'Antigone II Gonatas, fils de Démétrios Poliorcète, alors établi en Thrace. Ce dernier profite de son éclatante victoire contre les Celtes à la bataille de Lysimacheia pour installer durablement la dynastie antigonide au pouvoir à partir de 277, la lignée des Antipatrides prenant fin avec l'assassinat d'Antipater II.

### Dynastie antigonide

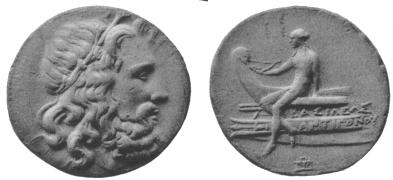
Monnaie d'Antigone II Gonatas à l'effigie de Poséidon.

#### AntigoneIIGonataset le redressement de la Macédoine
Après sa victoire retentissante contre les Galates à la bataille de Lysimacheia en 277 av. J.-C., Antigone II Gonatas bénéficie d'un prestige suffisant pour s'imposer comme roi d'une Macédoine affaiblie par deux décennies de guerres civiles. Rejetant les politiques asiatiques aventureuses de ses prédécesseurs, il se consacre à redresser le royaume, désormais à l'écart des grands conflits. Il n'y a guère qu'en mer Égée et en Grèce du Sud qu'il se heurte à la puissance lagide. Symbole de son retour à la tradition, il ramène d'emblée la capitale royale à Pella de Cassandréia et Démétrias où elle a été successivement déplacée, hors du cœur historique du royaume. Afin de maintenir l'influence macédonienne en Grèce, Antigone maintient de fortes garnisons à travers la Grèce, qui soutiennent des gouvernements fantoches, occasionnant de lourdes dépenses financières qui pénalisent la reconstruction militaire de la Macédoine.
Le pouvoir d'Antigone est menacé une première fois par Pyrrhus, le roi d'Épire, rentré de ses campagnes en Italie en 275 ; mais celui-ci est tué en 272. La domination macédonienne sur la Grèce est toutefois rapidement menacée : un des chefs du parti antimacédonien à Athènes, Chrémonidès, manœuvre avec succès pour un rapprochement avec Sparte en 268. De nombreuses cités du Péloponnèse et de Crète rejoignent cette alliance soutenue par Ptolémée II, marquant le début de la guerre chrémonidéenne, dont les opérations ont lieu essentiellement autour de Corinthe, le point fort du dispositif macédonien tenu par Cratère, son demi-frère, et en Attique. Antigone assiège Athènes qui trouve un bref répit dans une diversion causée par l'attaque en Macédoine du roi d'Épire Alexandre II en 262. Antigone doit mener une campagne rapide pour le chasser de Macédoine et d'Épire, avant de revenir mettre le siège devant Athènes qui, affamée, capitule en 261.
La décennie suivante voit Antigone Gonatas mener une politique agressive dans les îles et se mêler aux conflits entre Séleucides et Lagides, en allié fidèle des premiers. Il remporte ainsi une victoire importe à Cos, vers 255, dans le contexte de la deuxième guerre syrienne, qu'il célèbre en offrant en dédicace son navire amiral au sanctuaire d'Apollon à Délos, où il est placé dans le Néôrion. Vers 250, une flotte lagide défait néanmoins de façon décisive les Macédoniens et remet en cause leur influence dans les Cyclades jusqu'à une nouvelle victoire d'Antigone, au large d'Andros en 245. Antigone célèbre de nouveau cette victoire à Délos par deux fêtes, les Sôtèria et les Paneia.
La fin du règne d'Antigone Gonatas est marquée par la révolte du fils et successeur de Cratère (son demi-frère), Alexandre, et par l'ascension de la Ligue achéenne dans le Péloponnèse. Alexandre, d'abord confirmé dans son commandement de Corinthe, se rebelle en 249 et entraîne avec lui l'Eubée,. Cette sécession est de courte durée, car Alexandre meurt soudainement en 245, et sa veuve, Nicée, accepte la proposition d'Antigone d'épouser son fils Démétrios. À la faveur des préparatifs du mariage, Antigone s'empare de l'Acrocorinthe et restaure ainsi sa domination sur l'isthme et l'Eubée. Mais en 243, Aratos de Sicyone s'empare de Corinthe, entraînant la défection de la Mégaride du côté achéen. Antigone ne réagit pas à la perte de ce maillon essentiel et se contente de faire la paix avec la Ligue étolienne qu'il encourage à attaquer les Achéens. Lorsqu'il meurt en 239, après quarante ans de règne, la Macédoine n'a pas retrouvé ses positions en Grèce centrale et doit faire face aux deux confédérations puissantes d'Étolie et d'Achaïe.

#### DémétriosIIface aux ligues grecques
Démétrios II est associé au trône à la fin du règne de son père, Antigone II Gonatas. Il est déjà un homme mûr quand il accède au pouvoir. En 240 av. J.-C., dès le début de son règne, il doit lutter contre une coalition des ligues étolienne et achéenne qui entrent en guerre contre la Macédoine. Dans le même temps il renforce ses relations avec l'Épire en épousant Phthia la fille d'Alexandre II. Il passe d'une stratégie défensive, forgée par son père, à une stratégie offensive avec pour ambition de reprendre le contrôle de Corinthe. À l'issue de la guerre démétriaque (239-235), il parvient à maintenir les positions macédoniennes face aux Étoliens et aux Achéens, même si ces derniers parviennent à s'étendre dans le Péloponnèse. Par ailleurs, la chute de la monarchie épirote encourage les Étoliens à attaquer l'Acarnanie qui appelle à l'aide Démétrios. Celui-ci demande alors aux Illyriens d'intervenir : les Illyriens chassent les Étoliens en 231 puis ravagent l'Élide et la Messénie ; au retour ils s'emparent de Phœnicè, tandis qu'une autre armée envahit l'Épire. Attaqués par ceux chargés de les aider, les Épirotes se tournent alors vers les Étoliens et les Achéens qui acceptent de leur porter secours. Les Illyriens doivent rappeler leur armée afin de faire face à une menace des Dardaniens. Les Illyriens obtiennent toutefois avant leur départ un nouveau revirement des Épirotes qui renoncent à l'alliance achéenne et étolienne. En 229, une nouvelle armée illyrienne ravage les cités de la côte épirote, défait une flotte achéenne et étolienne à Paxos et prend Corcyre où est placée une garnison illyrienne. Mais les Illyriens ont attiré l'attention du Sénat romain et la première guerre d'Illyrie se termine en 228 par leur défaite.
Les incursions des Dardaniens, une tribu thraco-illyrienne, n'affectent pas seulement l'Illyrie. Le royaume de Macédoine subit en effet, à la frontière de la Péonie, l'invasion surprise des Dardaniens. Les Macédoniens sont défaits et Démétrios trouve la mort au combat en 229, ouvrant une période d'incertitude. Son fils, le futur Philippe V, n'est en effet pas en âge de régner, et c'est son cousin, Antigone III Doson qui exerce la régence.

#### AntigoneIIIDosonet la victoire contre Sparte
Cousin de Démétrios II, Antigone III Doson est d'abord désigné stratège et tuteur (épitropos) du jeune roi Philippe V qu'il adopte après avoir épousé sa mère, Chryséis. En 227 av. J.-C., il reçoit probablement le titre royal. Il met d'abord fin à la menace des Dardaniens, bien qu'il soit probable que la Péonie septentrionale reste sous leur domination. Il lance également une offensive en Carie dans le golfe de Iasos. Les motifs de cette expédition asiatique restent mal connus. Il s’agit sans doute de montrer la puissance maritime macédonienne dans les îles voire de contester l'influence des Lagides (Ptolémée III soutient encore à cette date la ligue achéenne). Il parvient à étendre son influence sur Priène et Samos et à prendre le contrôle de la Carie. Ces territoires cherchent probablement à se prémunir des ambitions d'Attale Ier de Pergame qui vient de battre le séleucide Antiochos Hiérax. Pour autant la Carie n'a pas été pas l'objet d'une occupation ou d'une administration macédonienne permanentes.
Puis Antigone Doson restaure de façon magistrale l'hégémonie macédonienne dans le Péloponnèse, où il est appelé à la rescousse en 224 par les Achéens, ses anciens adversaires, qui s'inquiètent des réformes progressistes du roi de Sparte, Cléomène III.. Antigone en profite pour restaurer la Ligue de Corinthe en regroupant dans une coalition la moitié de la Grèce. Cette confédération, dont il se proclame hégémon, regroupe le royaume de Macédoine, la ligue achéenne, l'Épire, la Phocide, la Béotie, l'Acarnanie, la Thessalie et l'Eubée. Il défait Cléomène à la bataille de Sellasie en 222 mettant fin à la guerre cléoménique. Il entre dans Sparte, qui n'a encore jamais été profanée par un ennemi victorieux. Célébré comme « Bienfaiteur des Grecs » après sa victoire contre Sparte, il meurt de maladie l'année suivante, après une victoire contre les Illyriens.

#### PhilippeVet l'expansion macédonienne

Le royaume de vers 200 av. J.-C.

Le règne de Philippe V est marqué par l'intervention de plus en plus marquée de la République romaine dans les affaires du monde hellénistique. Philippe V est un jeune monarque énergique, qui participe tout d'abord à une guerre entre les Étoliens et les Achéens, la guerre des Alliés, qui se termine en 217 av. J.-C.. En 215, il conclut une alliance avec Hannibal Barca, l'une des plus significatives de l'époque hellénistique qui marque la volonté de combattre un adversaire commun, Rome. Philippe cherche par exemple à occuper l'Illyrie en profitant des difficultés romaines durant la deuxième guerre punique. La première guerre macédonienne se solde par le partage de l'Illyrie entre Rome et la Macédoine en 205 à l'issue du traité de Phoenicé. Philippe V intervient ensuite dans la première guerre crétoise en menant des opérations de piraterie. À Ladè, au large de Milet, il remporte une victoire navale contre Rhodes. Il marche ensuite contre Pergame. La flotte macédonienne est vaincue par une coalition réunissant notamment Rhodes et Pergame à la bataille de Chios en 201, mettant fin aux ambitions thalassocratiques de Philippe V même s'il tient toujours les détroits hellespontiques.
En 200, Philippe V se tourne contre Athènes afin de reprendre pied au Pirée perdu sous Antigone III Doson. Pergame et Rhodes viennent en aide aux Athéniens et déclarent la guerre à Philippe V. C'est dans ce contexte que le Sénat romain décide d’intervenir en lui adressant un premier ultimatum en 200. Les Romains enjoignent à Philippe de ne s'attaquer à aucun État grec tandis qui lui est fait grief des torts envers Pergame. Rome se place désormais en protectrice de la Grèce contre Philippe qui devient l'agresseur. Les opérations de l'armée romaine commencent dès l'automne 200, marquant le début de la deuxième guerre macédonienne, alors que quasiment tous les États grecs s'allient à Rome. Après une première période de conflit indécise, durant laquelle Philippe V mène des opérations en Attique, en Thrace et sur les Détroits, les Macédoniens sont vaincus à Cynoscéphales en 197. L'année suivante, Rome impose une paix drastique à Philippe V qui doit notamment renoncer à ses places fortes en Grèce et en Anatolie.

#### Persée et la défaite contre Rome

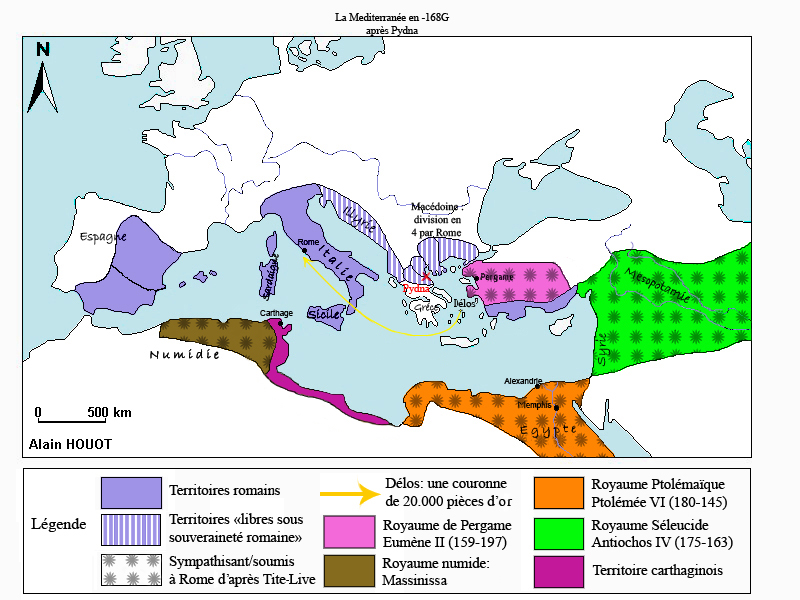
Les États autour de la Méditerranée après la bataille de Pydna.

Persée, fils de Philippe V, hérite en 179 av. J.-C. d'un royaume dont la cohésion a été renforcée après la défaite contre les Romains : l'armée est réorganisée, les finances reconstituées. Il demande immédiatement au Sénat romain d'être reconnu comme souverain légitime, son frère Démétrios proche des intérêts romains, ayant été éliminé, et de renouveler la paix de 196. Persée cherche à rétablir en Grèce l’hégémonie macédonienne alors qu'une crise économique et sociale frappe notamment la Thessalie et l'Étolie. Il utilise cette situation pour lutter contre le parti oligarchique, plutôt pro-romains, au profit d'un « prolétariat » endetté.
Face à l'essor du royaume de Pergame sous Eumène II, qui est sorti vainqueur de son conflit contre Prusias II de Bithynie et Pharnace du Pont, Persée se rapproche des Séleucides : vers 177 il épouse Laodicé V, une fille de Séleucos IV, tandis que sa sœur Apama IV épouse Prusias. Persée se rapproche également de Rhodes, inquiet de la nouvelle puissance pergamienne. Il envoie même une ambassade à Carthage. Cette politique d'alliance inquiète suffisamment le Sénat romain pour qu'il dépêche en 174 une première ambassade en Grèce, mais elle revient sans avoir pu rencontrer Persée. En 173, une nouvelle ambassade parvient en Thessalie après que les Thessaliens se soient plaints des visées macédoniennes, contraignant Persée à réduire son influence sur ce pays. Dans le même temps, Persée conclut une alliance avec la Ligue béotienne.
La lutte contre Rome reprend activement à partir de 172, car Eumène II de Pergame, fidèle allié des Romains, se sent menacé. La troisième guerre de Macédoine débute en 171 après la déclaration de guerre des Romains. Persée reçoit le soutien de Cotys II, roi des Odryses. La première grande bataille se déroule en Thessalie près de Larissa au printemps 171 : Persée manque d'écraser les légions romaines à la bataille de Callinicos. Une partie des Épirotes, dont les Molosses, se rallient alors à Persée. La guerre se déplace ensuite en Illyrie dont le dynaste Genthios finit par rejoindre la cause de Persée. L'arrivée en 168 de Paul Émile, un général expérimenté, change la donne. Après avoir débarqué à Delphes, il s'avance vers le sud de la Macédoine où se déroule la bataille décisive : les phalanges macédoniennes sont écrasées à la bataille de Pydna. Persée finit par être capturé par Paul Émile qui l'emmène à Rome pour son triomphe. Le royaume est alors divisé en quatre républiques placées sous la tutelle de Rome.
La quatrième guerre macédonienne voit la défaite d'Andriscos qui s'est proclamé fils de Persée, à la seconde bataille de Pydna en 148. La Macédoine devient dès lors une province romaine, la Macédoine romaine. En 142 un autre aventurier, qui se fait appeler Philippe, suscite une nouvelle insurrection. Vaincu par le questeur Lucius Tremellius, Philippe est capturé et mis à mort.

## Institutions et administration

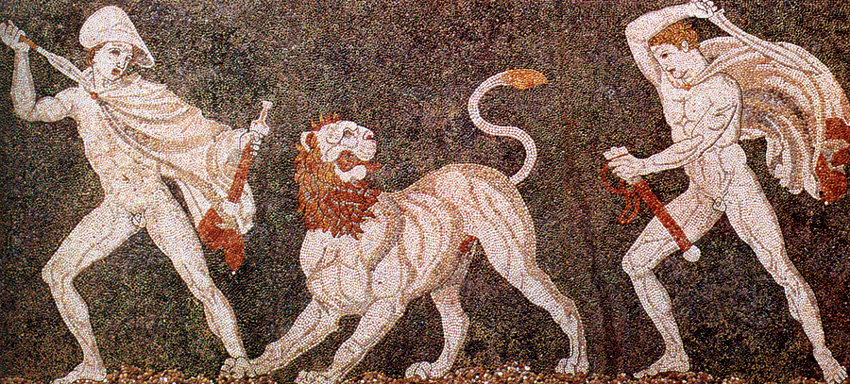
Alexandre le Grand (à gauche) chassant un lion asiatique avec Cratère, détail d'une mosaïque de la fin du, musée archéologique de Pella.

### Organisation politique
L'organisation politique du royaume de Macédoine est une pyramide à trois degrés :
- Au sommet : le roi (basileus) des Macédoniens, figure autocratique.
- Au centre : l'Assemblée des Macédoniens.
- À la base : les unités civiques (cités et ethnè), avec en plus depuis Philippe II les districts (ou mérides).

L'étude de ces différentes institutions a été considérablement renouvelée par l'épigraphie qui a permis de réinterpréter les indications données par les sources littéraires telles que Tite-Live ou Polybe. Elle montre que ses institutions font du royaume de Macédoine un État proche des États fédéraux grecs, tels que la ligue thessalienne ou la ligue étolienne, mais avec un principe unitaire renforcé en la personne du roi. Philippe II conserve par ailleurs les structures politiques héritées de la Ligue chalcidienne au sein des cités et anciennes colonies de la côte.

### Structures sociales et économiques
Le royaume originel de Basse-Macédoine s'organise dès sa formation au VIIe siècle av. J.-C. autour de cités entourées de leur territoire (chôra) : Aigai, Pella, Pydna pour les plus importantes d'entre elles. En revanche en Haute-Macédoine (Lyncestide, Orestide) l'organisation sociale s'opère, jusqu'à l'époque romaine, autour de l’ethnos, communément traduit par « tribu », qui désigne plus précisément une communauté villageoise, sachant que le tribalisme est absent des traditions macédoniennes.
Certains historiens modernes affirment que le royaume de Macédoine sous les Argéades s'inscrirait dans une structure féodale, avec des « barons » et un roi à leur tête. Certes ce dernier, chef politique, militaire et religieux, reste la clé de voûte de l'organisation sociale. Pour autant l'aristocratie des Compagnons (hétaires) ne constituent pas une noblesse héréditaire tenue par des liens vassaliques et disposant de fiefs en échange de services rendus ; les Compagnons disposent en effet des terres en toute propriété. C'est dans les États davantage bureaucratiques des monarchies hellénistiques qui succèdent à l'empire d'Alexandre le Grand que l'on trouve une plus grande mobilité sociale pour ceux cherchant à rejoindre l'aristocratie, en particulier en Égypte ptolémaïque. Enfin, bien que dirigée par un roi et une aristocratie martiale, la Macédoine semble avoir moins utilisé les esclaves que d'autres États grecs contemporains.
Les jeunes hommes macédoniens s'engagent généralement sur la voie de la chasse et de la guerre, répondant à leur mode de vie originel fait de transhumance et d'élevage de chevaux. D'autres Macédoniens s'engagent dans l'agriculture, souvent dans les activités d'irrigation, la remise en état des terres et l'horticulture, avec le soutien de la royauté. Cependant, le fondement de l'économie macédonienne et des finances de l’État reste l'exploitation des forêts et des minéraux précieux comme le cuivre, le fer, l'or et l'argent. La conversion de ces matières premières en produits finis et leur vente ont favorisé la croissance de centres urbains et un changement progressif du mode de vie traditionnel des Macédoniens au cours du Ve siècle av. J.-C.

### Le roi et ses pouvoirs

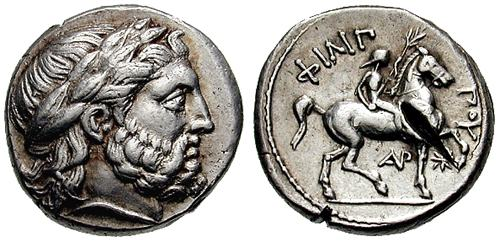
Tétradrachme de Philippe II (roi de Macédoine) à l'effigie de Zeus.

Le roi (basileus) des Macédoniens (et non de Macédoine) est, selon le droit (nomos), désigné par acclamation de l'Assemblée des Macédoniens ou des hommes en armes selon les cas, qui le plus souvent reconnait un héritier déjà désigné. Le roi est d'abord le chef (stratègos) de l'armée et le grand-prêtre. Il exerce donc des fonctions religieuses en cela qu'il doit obtenir la faveur des dieux en présidant les sacrifices aux dieux traditionnels. La nature religieuse de la royauté est primordiale, expliquant ainsi le choix par la phalange de désigner après la mort d'Alexandre le Grand, Philippe III Arrhidée alors que celui-ci est réputé déficient mental ; choix étonnant au regard des fonctions de stratège mais qui se justifie parce que sous le règne d'Alexandre il a été « associé dans le culte et les rites religieux ». C'est sur cette qualité de grand-prêtre, en plus de sa filiation, que compte l'infanterie, et non pas sur ses qualités inexistantes de stratège, pour réaliser leur volonté de rentrer en Macédoine guidés par leur roi.
Au titre de basileus, il dirige par ailleurs l'administration centrale depuis la capitale (Aigai puis Pella) et son palais où sont conservées les archives du royaume. Il est secondé par un secrétaire royal (basilikos grammateus ou archigrammateus), dont les prérogatives sont connues grâce à l'action d'Eumène de Cardia sous le règne d'Alexandre : il est notamment responsable des correspondances, de la rédaction des décrets et de l'intendance de l'armée en campagne. Le nombre de fonctionnaires est limité : le roi dirige son royaume largement de façon indirecte, en s'appuyant sur des magistrats locaux, les épistates, avec lequel il entretient une correspondance importante. Le roi a le privilège exclusif de la frappe monétaire jusqu'au règne de Philippe V. En tant que « roi des Macédoniens » d'après la titulature, il n'est pas censé être le propriétaire du territoire et de ses ressources, contrairement aux souverains orientaux et hellénistiquesv. En temps de guerre, il peut néanmoins accaparer le trésor du roi adverse sans avoir à partager. Le roi peut exercer la justice sauf pour les cas de haute trahison ou les procès en peine capitale, jugées par l'Assemblée ; il n'est donc pas le « juge suprême ».
Le roi est polygame, ce qui heurte quelque peu les Grecs, et choisit lui-même ses épouses parmi des princesses originaires de pays voisins ou de royautés hellénistiques. À la cour, il n'y a pas d'esclaves au service du roi mais des pages, c'est-à-dire de jeunes Macédoniens envoyés en formation et qui constituent l'entourage du roi. Un certain nombre de rois ont été assassinés par des pages à la suite de complots. Plusieurs rois sont aussi morts au combat. Après leur décès, ils ont droit à des funérailles grandioses et sont enterrés dans des tumulus sur le site d'Aigai (à l’exception notable d'Alexandre dont le tombeau se trouve en Égypte).
Le roi n'est pas seul pour gouverner. Il est entouré d'un Conseil royal, le synedrion, dont les membres sont choisis parmi les grandes familles de l'aristocratie, qui est réuni pour toutes les prises de décision importantes. Les conseillers font office de premiers courtisans : ils chassent et boivent avec le souverain lors des banquets. Sous Philippe II, la monarchie « patriarcale » évolue vers une personnalisation du pouvoir tandis que le peuple macédonien n'a pas son mot à dire au sujet de la politique extérieure. Avec l'ampleur de ses conquêtes et l'influence achéménide, la monarchie tend sous Alexandre, Basileus Alexandros et non plus seulement roi des Macédoniens, vers l'absolutisme (plus encore après l'exécution de Parménion). Le roi devient l'objet d'une vénération divine et les cités grecques doivent l'honorer par un culte au titre de « dieu invaincu ».
Selon Arrien, un corps de pages royaux (basilikoi paides) a été fondé par Philippe sur le modèle achéménide. Ils sont recrutés à l'âge de 14 ans parmi l'aristocratie et sont formés jusqu'à l'âge de 18 ans. Outre l'apprentissage militaire, ils reçoivent un enseignement sportif et philosophique. Ils sont personnellement liés au roi, qui lui seul a le droit de les châtier en les flagellant. Ils veillent sur le roi et le servent à table, ils s'occupent de ses chevaux et l'accompagnent à la chasse comme le montrent les deux mosaïques de chasse de Pella. Sous Alexandre, ils sont aussi chargés de garder la tente royale. La plupart des pages, qui de par leur présence auprès du roi garantissent la loyauté de leurs parents, sont destinés à devenir des Compagnons ou des sômatophylaques (garde du corps) pour les plus méritants. Sous Alexandre, un conjuration de pages visant à l'assassiner est déjouée.

### Le roi, chef de guerre

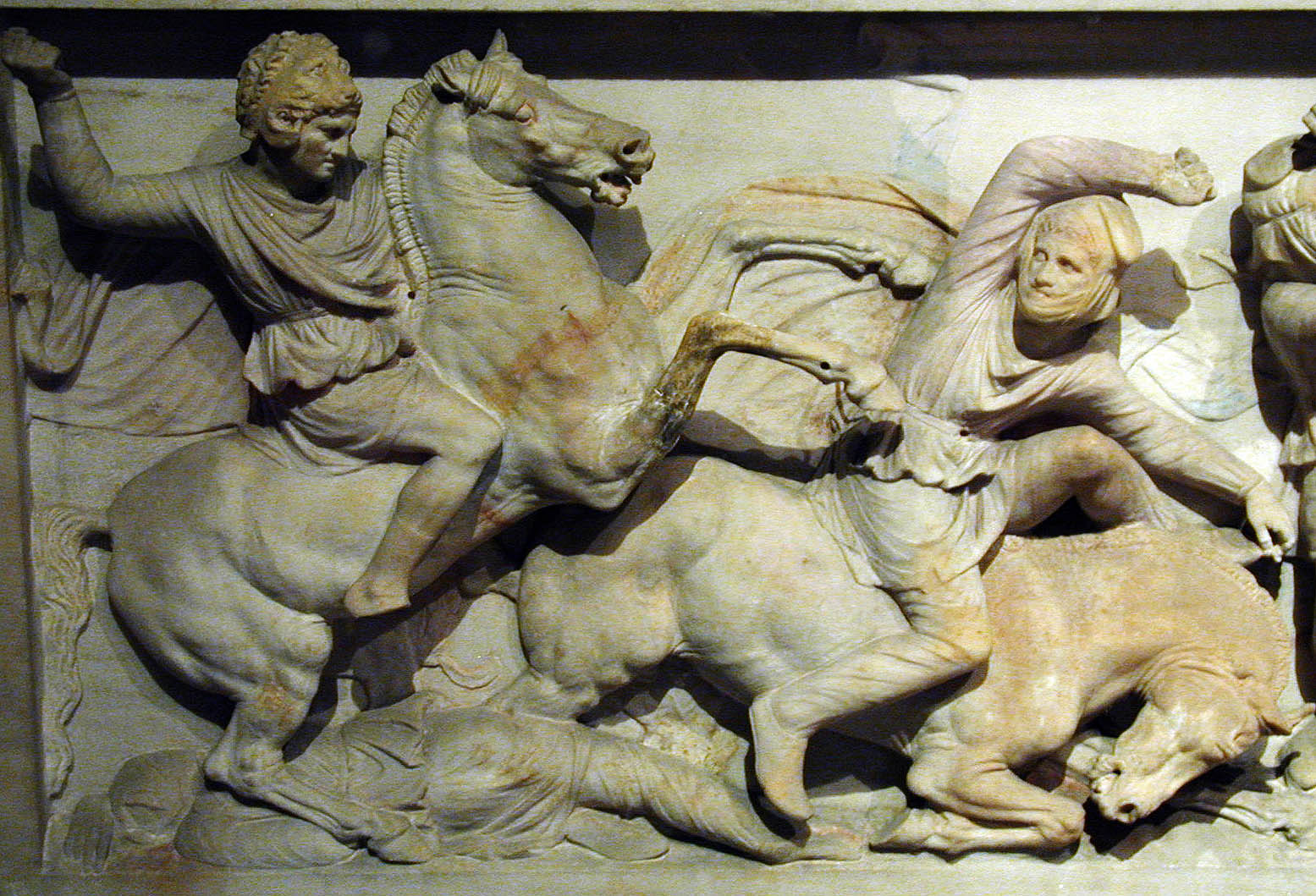
Alexandre le Grand (à g.) combattant un Perse lors de la bataille d'Issos en 333 av. J.-C., détail du sarcophage d'Alexandre.

L'histoire et les institutions de la Macédoine sont marquées par l'omniprésence de la guerre. En effet, les Macédoniens ont longtemps dû lutter contre les incursions de leurs voisins « barbares », dont les Triballes, les Illyriens et les Dardaniens. Quelques rois argéades ou antigonides ont d'ailleurs été blessés ou tués au combat.
Le roi est habituellement désigné par l'Assemblée stratège de l'armée macédonienne. Pour autant une séparation entre les fonctions de basileus et celles de stratégos semble avoir existé à l'époque classique et hellénistique comme tend à le montrer une série de sources :
- Hérodote relate la visite d’Alexandre Ier aux Athéniens avant la bataille de Platées en 479 av. J.-C. et lui attribue la titulature suivante : « Alexandre, fils d'Amyntas Ier, général (stratégos) et roi (basileus) des Macédoniens ». Ainsi même lorsque les deux fonctions sont réunies dans la même personne, leur spécificité est mentionnée.
- Les accords de Babylone (juin 323) font de Philippe III Arrhidée, déficient mental choisi par les phalangites, le successeur d'Alexandre le Grand, avec Alexandre IV, en tant que basileus. Le commandement des troupes est quant à lui confié à Perdiccas et à Méléagre, avant l'exécution de ce dernier.
- Justin écrit à propos de la victoire de Sosthène contre les Celtes en 279 : « Proclamé roi (rex) par l'armée, ce fut à titre de stratège (dux), non de roi, qu'il fit prêter serment à ses soldats »[A 12] ; Sosthène refuse en effet de porter le titre royal. Cet épisode semble indiquer que la séparation entre les fonctions de roi et de stratège est un fait institutionnel issu du droit coutumier (nomos).
- Les modalités de l'accession au trône d'Antigone III Doson sont également caractéristiques. Dans un premier temps, il reçoit la charge de stratégos et celle d’épitropos (tuteur de Philippe V) ; ce n'est qu'après avoir fait la preuve de ses qualités qu'il est proclamé roi. Aux deux fonctions correspondent donc des qualités différenciées.

Le roi n'est donc pas seulement un chef de guerre. Selon le droit (nomos) macédonien, il revêt, simultanément ou non, les trois fonctions indo-européennes de roi, de stratège et de grand-prêtre. Ce qui expliquerait la vénération qui entoure l'« imbécile » Arrhidée au moment de la succession d'Alexandre. Selon les Macédoniens, un roi même sans capacités de stratégos vaut toujours mieux que pas de roi du tout, surtout au milieu des « périls orientaux ». Si la royauté macédonienne est réductible à une fonction, c'est plutôt à celle de grand-prêtre qui surpasse la fonction de stratégos.

### Le roi et ses sujets

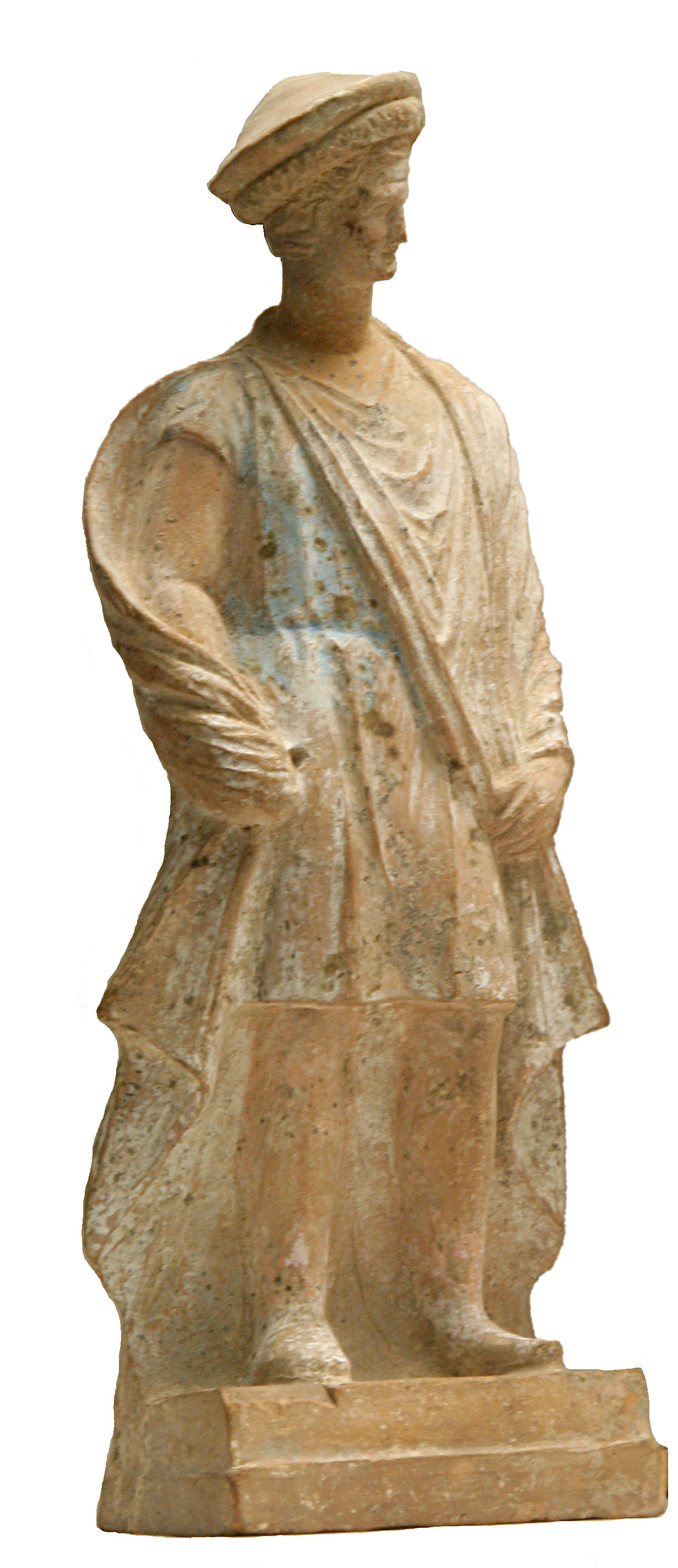
Terre cuite du représentant un Macédonien portant la causia, la coiffe traditionnelle.

À travers le discours prononcé par Alexandre à Opis près de Babylone en 324 av. J.-C. pour apaiser la sédition d'une partie de son armée, on remarque le roi n'œuvre pas seulement pour sa gloire personnelle mais aussi pour la communauté des Macédoniens (to koinon ton Makedonôn), tout en prenant part, dit-il, aux souffrances du peuple et de l'armée. Le roi justifie son pouvoir par les bienfaits qu'il procure à ses sujets. Sur ce point, Alexandre insiste sur le fait que son père et lui ont donné à la Macédoine des frontières sûres, en ont fait une puissance respectée et ont amélioré considérablement le mode de vie des Macédoniens. Ce discours démontre le caractère contractuel de la royauté. Le roi des Macédoniens doit d'abord se considérer comme le représentant des intérêts du peuple : la guerre qu'il mène n'est pas une guerre personnelle, les profits qu'il en retire ne lui appartiennent pas mais reviennent de droit au peuple macédonien. En retour, les Macédoniens doivent lui prêter assistance. C'est sur ce contrat que reposent les relations entre le roi et ses sujets. Si Alexandre, à Opis, manifeste sa colère, c'est surtout qu'il a l'impression que les Macédoniens n'ont pas respecté leur engagement, alors que lui et son père Philippe ont rempli largement leur contrat.
À plusieurs reprises dans son discours, Alexandre insiste sur le fait que le roi ne possède rien personnellement ; tous les profits réalisés par la conquête appartiennent (hypothétiquement) aux Macédoniens, même chose pour les mines de Macédoine ; à la mort du roi le peuple devient l'héritier de ses biens matériels. Méléagre proclame ainsi aux phalangites après la mort d'Alexandre : « Pourquoi ne courrez-vous pas au pillage de ces trésors ? Car biens royaux, le peuple, de toute façon, en hérite ».
Finalement, c'est la fonction même de roi, autant que la personne, que les Macédoniens respectent, si bien qu'en cas de vacance du pouvoir, ils vénèrent les rois défunts comme des divinités tutélaires. La seule présence d'un roi, même nourrisson, donne aux Macédoniens la force de vaincre : ainsi battus une première fois par les Illyriens et les Thraces en l'absence de leur roi, les Macédoniens sont galvanisés par la présence de leur tout jeune roi Aéropos, petit-fils de Perdiccas Ier.

### Succession du roi
La succession royale en Macédoine est héréditaire, masculine, patrilinéaire, et respecte en général le principe de primogéniture. Elle comporte de surcroît un élément électif : à la mort du roi, son héritier désigné, en général donc mais pas systématiquement, le fils aîné, doit d'abord être accepté comme le successeur par le Conseil royal, puis présenté à l'Assemblée des Macédoniens pour y être acclamé comme le nouveau roi. Cette assemblée prête ensuite immédiatement serment de fidélité à son nouveau roi, et pour cette raison doit se réunir en séance plénière, de peur qu'une assemblée concurrente n'élise un autre prétendant. Ce mode de succession est attesté pour les Antigonides ainsi que pour une bonne part des monarchies hellénistiques.
La succession est donc loin d'être automatique, d'autant plus que les rois de Macédoine disparaissent souvent brutalement, avant même d'avoir pu prendre les dispositions nécessaires pour leur succession, ou s'assurer qu'elles sont respectées : c'est le cas de Perdiccas III tué par les Illyriens, de Philippe II assassiné par Pausanias, d'Alexandre le Grand emporté soudainement par la maladie, de Lysimaque tué à la bataille de Couroupédion, etc. Les crises successorales sont donc fréquentes, surtout au IVe siècle av. J.-C., lorsque les grandes familles princières de Haute-Macédoine (de Lyncestide et d'Orestide notamment) ont encore l'ambition de renverser la dynastie argéade.

### Conseil royal
Le Conseil (synedrion) est un groupe restreint de personnalités éminentes du royaume, choisies et réunies par le roi pour le seconder dans le gouvernement. Ce n'est donc pas une assemblée représentative, mais il peut être élargi en certaines occasions à des représentants des cités et unités civiques du royaume. Les Conseillers (synedroi) appartiennent à trois catégories :
- Les sômatophylaques (gardes du corps) sont des nobles macédoniens choisis par le roi, au nombre de sept sous le règne d'Alexandre, pour lui servir de gardes du corps honorifiques, mais surtout de plus proches conseillers.
- Les Amis (philoi) ou les Compagnons royaux (basilikoi hétairoi) sont désignés à vie par le roi parmi la haute noblesse macédonienne.
- Les généraux principaux de l'armée (hégémones tôn taxéôn) également nommés par le roi.

Le roi a moins de latitude que les apparences ne pourraient le laisser penser sur la composition du Conseil, car beaucoup de membres de la haute aristocratie du royaume en sont membres de droits ex officio. Le Conseil exerce essentiellement une fonction probouleutique vis-à-vis de l'Assemblée : il élabore et propose les décisions qu'elle doit ensuite discuter et voter, dans de nombreux domaines tels que la désignation des rois et régents, mais aussi des grands administrateurs, les déclarations de guerre. C'est le Conseil qui mène l'instruction judiciaire des procès capitaux. Il est aussi la première et la dernière instance pour tous les cas qui n'entraînent pas la peine capitale.
Après la mort d'Alexandre le Grand en 323 av. J.-C., ses Amis et plus proches généraux forment un Conseil afin de régler le problème de la succession royale. Ce Conseil, déstabilisé un temps par la rivalité entre officiers de la cavalerie et ceux de l'infanterie, aboutit aux accords de Babylone.
Le Conseil constitue le principal organe de gouvernement. Pour autant le roi reste le seul habilité à conclure des traités. Toute décision importante du roi y fait d'abord l'objet d'une délibération. À l'intérieur du Conseil règnent les principes démocratiques d’iségoria (égalité de parole) et de parrhèsia (liberté de prise de parole), auxquels le roi se soumet comme les autres membres. Après la destruction de la royauté antigonide par les Romains en 167, il est possible que le synedrion ait subsisté, contrairement à l'Assemblée, et soit demeuré ainsi la seule instance fédérale de la Macédoine divisée en quatre mérides.

### Compagnons

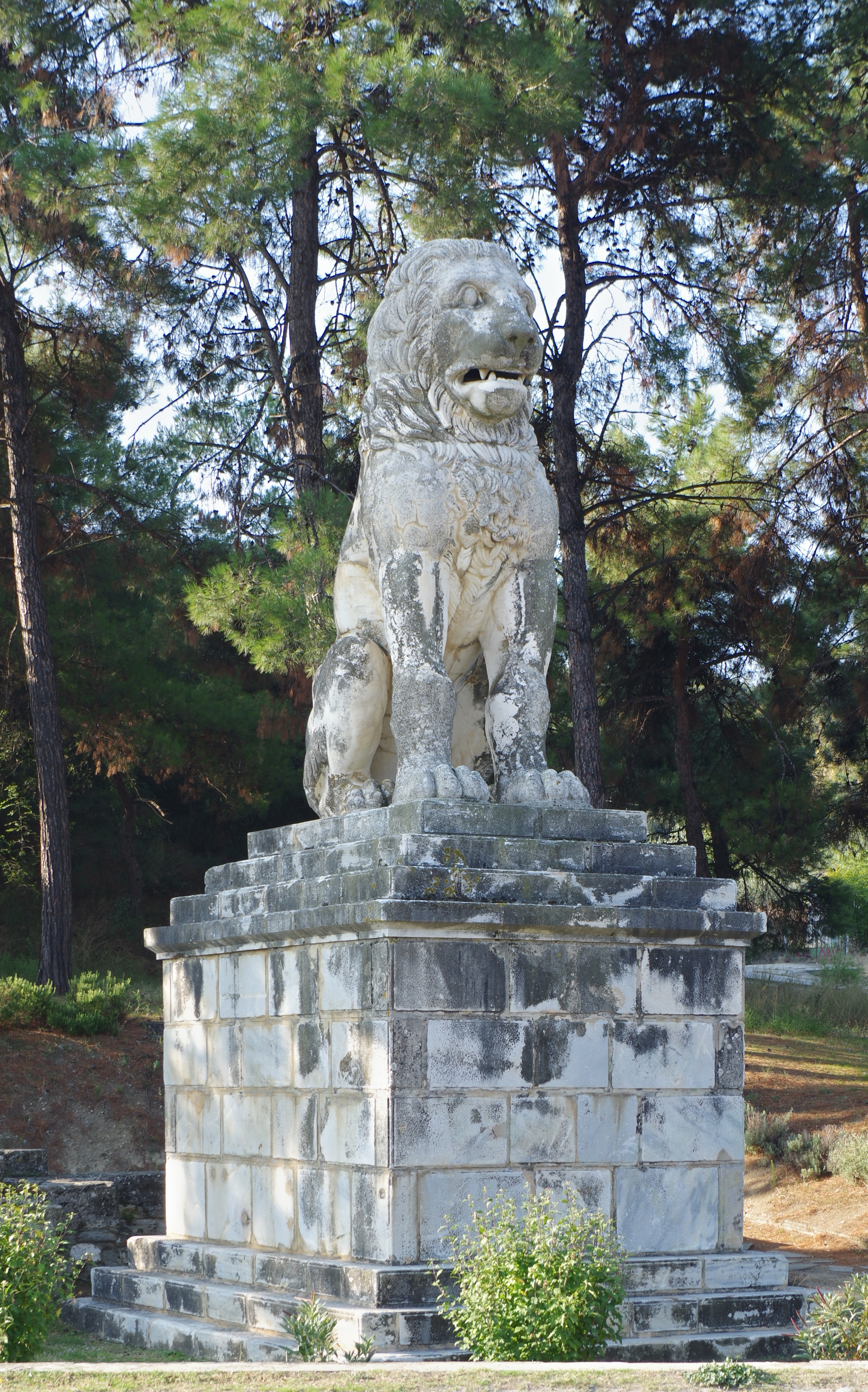
Le lion surmontant le tombeau d'Amphipolis.

Les Compagnons (ou hétaires) forment à l'origine la cavalerie d'élite macédonienne, évaluée à 3 000 cavaliers au début du règne d'Alexandre. Ils incluent aussi les Compagnons à pied (ou pezhétaires) de la phalange probablement depuis le règne d'Alexandre II, même si ceux-ci ne font pas partie de l'aristocratie foncière. Les rangs des Compagnons ont été considérablement augmentés par Philippe II qui étend cette institution à l'ensemble de l'aristocratie macédonienne mais aussi à certains Grecs. Les Compagnons royaux (basilikoi hétairoi) ou Amis (philoi), choisis parmi les plus dignes de confiance, sont membres du Conseil royal.
L'aristocratie des Compagnons ne constituent pas une noblesse héréditaire tenue au roi par des liens vassaliques ou disposant de fiefs comme dans les sociétés féodales : les Compagnons disposent de leurs terres en toute propriété. Ce titre n'illustre pas le degré d'attachement au roi, mais récompense la « valeur » d'un individu.

### Assemblée des Macédoniens
Le développement de la Ligue (koinon) ou Assemblée (koiné ekklesia) des Macédoniens est l’œuvre de Philippe II qui cherche à faire contrepoids aux Compagnons (hétaires). Cette assemblée, de l’« armée » en temps de guerre et du « peuple » en temps de paix, est censément la détentrice de la souveraineté car elle a le pouvoir de proclamer l’avènement d'un nouveau roi, soit en reconnaissant un héritier déjà désigné (comme c'est le cas pour Alexandre qui succède à son père en 336 av. J.-C.), soit en procédant à une véritable élection. Elle valide la désignation des administrateurs en chef du royaume, comme c'est le cas pour Perdiccas ou Antipater, épimélètes (protecteurs) du royaume après la mort d'Alexandre. La consultation de l’Assemblée pour les déclarations de guerre ne paraît pas avoir été obligatoire. Mais elle est consultée pour la politique étrangère (déclarations de guerre, traités). Dans la plupart de ces occasions, l’Assemblée ne fait que ratifier les propositions du Conseil royal.
L'Assemblée a aussi pour prérogative d'instruire les procès capitaux ; elle seule peut condamner à mort un Macédonien de haut rang. C’est enfin l’Assemblée qui vote les honneurs, accorde les décrets de proxénie et d’asylie, envoie des ambassades, au cours de ses deux réunions annuelles, au printemps et en automne (à l'ouverture et à la fermeture de la saison militaire)
L'Assemblée est dissoute par les Romains au moment de la réorganisation de la Macédoine en 167 afin d'éviter, selon Tite-Live, qu'un démagogue ne puisse s'en servir comme d'un instrument de révolte contre leur autorité.

### Finances du royaume
Le roi est le gardien et l'administrateur du trésor de Macédoine et des revenus royaux (basilika) qui appartiennent aux Macédoniens. Les tributs prévus dans les traités accordés aux peuples vaincus sont ainsi dus aux Macédoniens et non au roi. Même s'il n'a pas de comptes à rendre de la gestion de ce patrimoine, il peut s'en sentir suffisamment moralement responsable pour la défendre en certaines circonstances. Ainsi Alexandre dans son discours lors de la sédition d'Opis en 324 av. J.-C. détaille les possessions de son père Philippe II à sa mort pour montrer qu'il n'a pas abusé de sa charge. D'après Polybe et Tite-Live, les basilika comprennent les sources de revenus suivantes :
- les propriétés foncières royales, terres que le roi a annexées au domaine royal lors de la conquête, et qu'il exploite soit directement, notamment grâce à une main d'œuvre servile composée de prisonniers, soit indirectement par un système d'affermage[121] ;
- les mines de métaux précieux (or et argent du Pangée par exemple), dont le roi a le monopole, ce qui lui permet de frapper monnaie, un privilège exclusif qu'il conserve jusqu'au règne de Philippe V. Ce dernier concède en effet à certaines cités et peut-être aux districts le droit de battre des monnaies de bronze[122]'[123] ;
- les forêts, dont le bois de charpente est très prisé par les cités grecques pour la construction navale : Athènes passe ainsi des accords avec la Macédoine au Ve siècle av. J.-C. pour importer le bois indispensable à la construction et à l'entretien de sa flotte de guerre. Sous les Antigonides, Rhodes importe également du bois[124] ;
- les taxes portuaires sur le commerce (taxes d'importation et d'exportation)[125].

Le mode d'exploitation de ces différents revenus est le plus souvent l'affermage. Il est attesté par le Pseudo-Aristote (Économiques) qu'Amyntas III (ou peut-être Philippe II) a doublé les revenus du royaume provenant des ports grâce à l'aide de Callistratos, alors réfugié en Macédoine, qui fait passer le produit de cette ferme de 20 à 40 talents par an. Les taxes portuaires sont ainsi mises aux enchères chaque année. D'autre part, Tite-Live écrit que les mines et les forêts sont affermées pour une somme fixe sous le règne de Philippe V, et tout laisse penser qu'il en est de même avant lui sous les Argéades. Ce pourrait être l'origine du système d'affermage introduit en Égypte lagide.
Hormis la terre royale soumise au tribut, la terre en Macédoine est libre : les Macédoniens sont des hommes libres et ne paient pas de taxes sur les terres privées. Il n'existe pas non plus d'impôt extraordinaire en temps de guerre, du type de l’eisphora athénienne. Même lorsqu'il se trouve en situation financière périlleuse, comme Alexandre en 334 ou Persée en 168, le roi n'a pas recours à l'impôt mais lève des fonds en empruntant, notamment à ses Amis, ou en augmentant le produit de l'affermage.
Le roi peut accorder l’atélie, un privilège d'exemption fiscale, comme Alexandre aux familles des défunts de la bataille du Granique en 334 : elles sont exemptées de tribut sur la terre royale — ce qui ne devait pas être négligeable, car beaucoup des morts appartiennent à la cavalerie des Compagnons et ont donc dû recevoir du roi des donations sur les terres royales — des liturgies civiques dues à des règlements royaux (comme les réquisitions de bêtes de somme ou les taxes pour la réfection des routes) et des taxes commerciales.
Une source importante de revenus extraordinaires provient du butin de guerre, qui est partagé entre le roi et ses hommes. À l'époque de Philippe II et d'Alexandre, le butin est une source de revenus considérable. Une partie importante des objets en métaux précieux saisis lors des campagnes européennes et asiatiques sont fondus en lingots et envoyés ensuite aux ateliers monétaires de Pella et d'Amphipolis, les plus actifs du royaume à cette époque. On estime ainsi qu'en 18 ans sous le règne d'Alexandre l'atelier d'Amphipolis a frappé environ 13 millions de tétradrachmes d'argent.

### Administration des cités

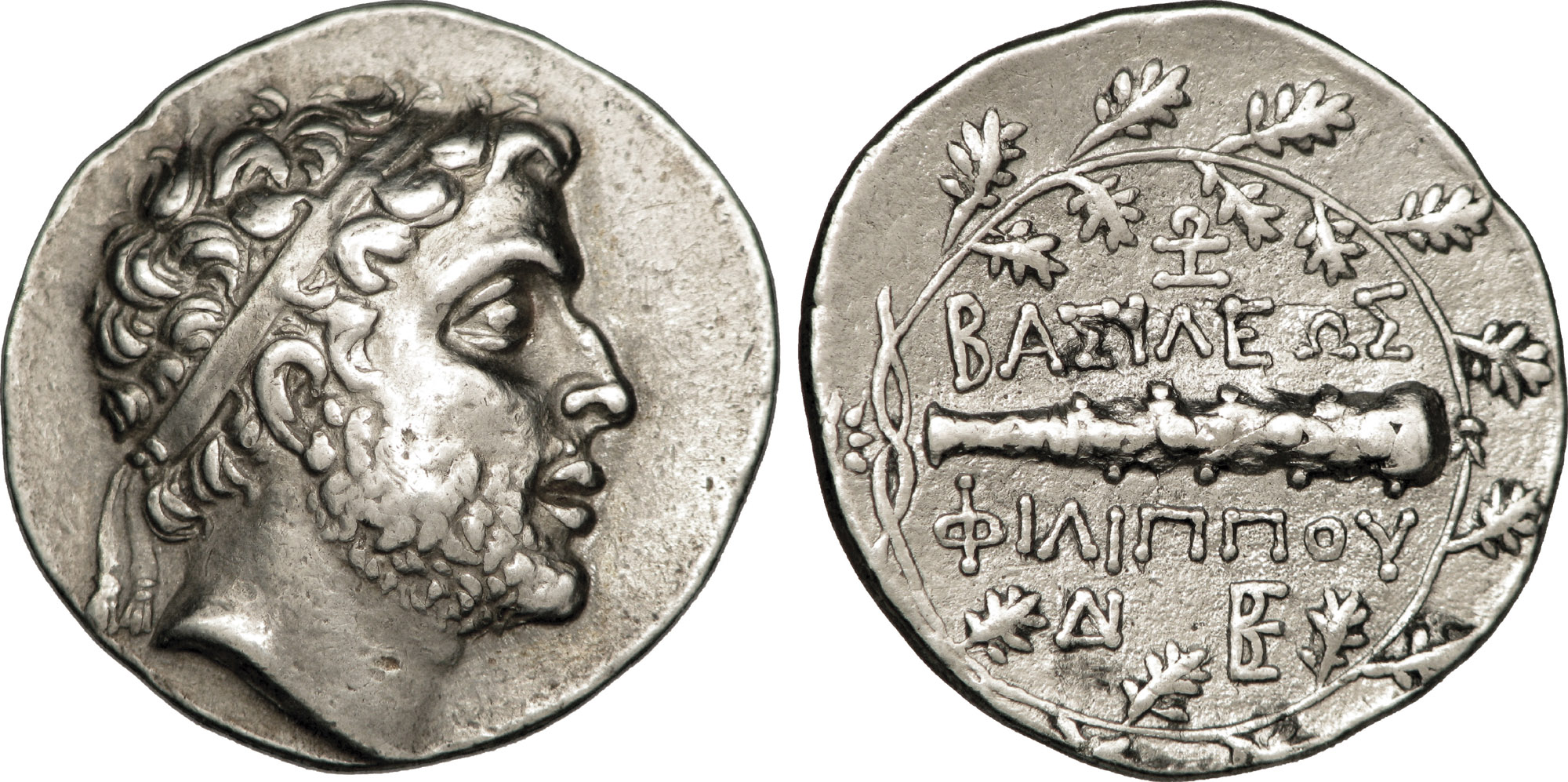
Didrachme à l'effigie de.

Sous le règne de Philippe II, le territoire « national » est divisé en entités civiques dotées des organes de la polis (assemblée, conseil, magistrats) et de ses prérogatives (lois, décrets, ambassades). Dans les régions dépourvue de cités (Haute-Macédoine, terres à l'est de l'Axios), les éthné (peuples ou tribus) ou les fédérations de villages tiennent lieu de « cités ».
La participation des cités aux fêtes panhelléniques et les dédicaces qu'elles effectuent dans les sanctuaires supposent qu'elles disposent de revenus civiques propres importants. L'épigraphie témoigne à ce sujet de l'existence d'une administration spécialisée dirigée par des magistrats particuliers, les tamiai (trésoriers). La numismatique montre qu'à partir du règne de Philippe V, les cités de Pella, Amphipolis et Thessalonique peuvent frapper des monnaies de bronze. Pour autant on ignore tout de la nature des revenus qui autorisent ces activités : les inscriptions renseignent davantage sur ce que les cités ne peuvent considérer comme leurs revenus (par exemple les interdits d'aliénation de revenus sacrés) que sur leurs ressources. On sait cependant par une inscription très importante que la cité alliée de Philippes (dont le statut est particulier) perçoit une taxe de 2 % sur la valeur des ventes foncières. Il s'agit là d'un exemple possible des revenus civiques.

### Districts régionaux (mérides)
La création d'un échelon administratif territorial intermédiaire entre le pouvoir central et les cités est attribuée à Philippe II. Cette réforme correspond à la nécessité d'adapter les institutions politiques à l'émergence du royaume sous son règne. Il n'est alors plus possible de réunir facilement l'ensemble des Macédoniens dans une seule assemblée primaire, et la création de quatre districts régionaux chacun pourvu d'une telle assemblée est très probablement la réponse apportée à ce problème. Il ne s'agit pas de divisions territoriales recoupant des groupes tribaux, mais d'un découpage administratif artificiel. Néanmoins, il faut souligner que l'existence de ces districts n'est réellement attestée (par la numismatique) qu'à partir du début du IIe siècle av. J.-C..
Les districts sont les suivants à l'époque antigonide, où leur numéro d'ordre est fourni par la numismatique :
- Première méris : Amphipolis ou la Parastrymonia et Paroreia. Le district tient son nom de la seule cité à faire une contribution à la levée nationale macédonienne à la fin du Ve siècle av. J.-C. Ses habitants non hellénisés sont recrutés dans des unités distinctes, dites de Bisaltiens, tandis que les recrues d'Amphipolis, Philippes et Oesymé intègrent la phalange.
- Deuxième méris : Amphaxitide. Elle a pour frontière l'Axios l'ouest et le Strymon à l'est ; la capitale en est Thessalonique.
- Troisième méris : Bottiée. Elle correspond à la Piérie et à l'Émathie, le cœur historique du royaume macédonien , ainsi qu'à la région littorale comprise entre l'Axios et le Pénéios ; la capitale en est Pella.
- Quatrième méris : Haute-Macédoine. Elle rassemble la Lyncestide, la Tymphée, l'Atintanie. L'Orestide sort très tôt du royaume proprement dit ; à l'époque romaine, la capitale en est Pélagonia.

La première fonction de ces districts est de servir de base territoriale de recrutement pour l'armée. L'existence d'un monnayage propre à ces districts suppose une autonomie financière et des institutions politiques propres, mal connues. D'après les inscriptions, on peut penser que chaque méris disposait d'une assemblée primaire rassemblant tous les Macédoniens de la région, et élisait annuellement un stratégos, magistrat éponyme, dont la double fonction était de représenter l'assemblée et le pouvoir central (notamment en matière militaire). Ces assemblées ont continué d'exister à l'époque romaine, où elles sont même devenues les principales assemblées primaires de Macédoine, après la suppression de l'Assemblée commune.

### Armée royale

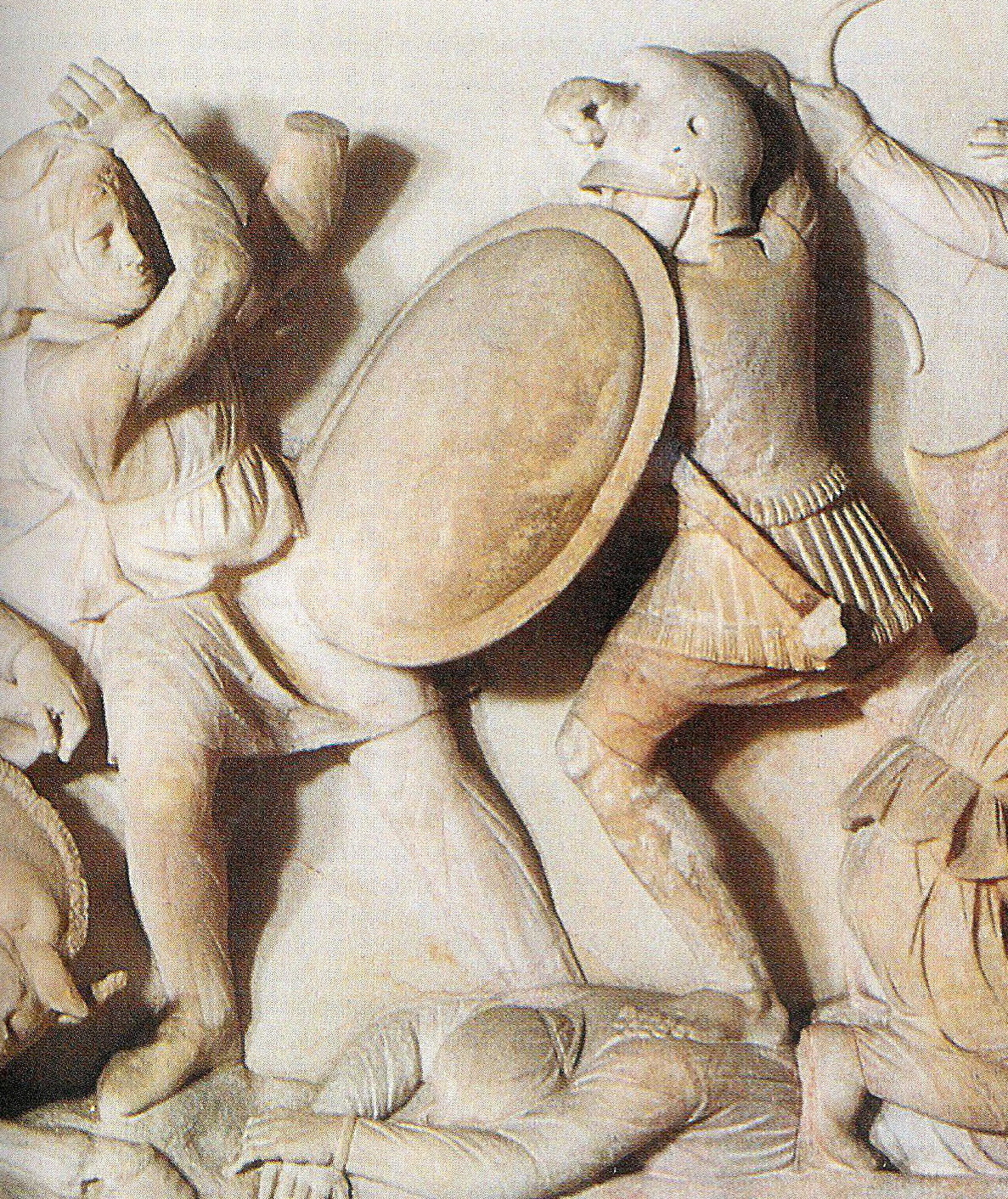
Hypaspiste combattant à la bataille d'Issos, détail du sarcophage d'Alexandre.

L'armée macédonienne est considérée comme l'une des meilleures armées civiques de l'Antiquité. Instrument de la conquête de la Grèce sous le règne de Philippe II, puis de l'Asie sous le règne d'Alexandre le Grand, elle a affronté victorieusement l'armée perse pour devenir le modèle sur lequel se sont formées les armées des royaumes antigonide, séleucide et lagide aux IIIe et IIe siècles av. J.-C..
Les phalanges de porteurs de sarisses, mises au point par Philippe II, forment l'une des pièces maîtresses de l'armée macédonienne jusqu'au IIe siècle av. J.-C., même si leur armement est constamment alourdi. Les légions romaines et leur grande flexibilité viennent à bout de la lourde phalange macédonienne et lui infligent la première défaite de son histoire à Cynoscéphales, rendant une telle formation désuète vers le milieu du IIe siècle av. J.-C., participant à sa disparition définitive à la fin du Ier siècle av. J.-C..
L'armée macédonienne s'appuient aussi sur une cavalerie lourde (les Compagnons ou hetairoi) chargée de provoquer la rupture chez l'adversaire une fois celui-ci fixé par les sarisses des phalangites. L'armée incorpore également des mercenaires grecs (hoplites), des cavaliers légers (Thraces ou Péoniens), des peltastes (dont les javeliniers d'élite agrianes sous Alexandre), des archers, etc. À la fin du règne d'Alexandre, de nombreux Perses sont intégrés mais ses successeurs antigonides recentrent le recrutement sur les Macédoniens et les mercenaires grecs.
En temps de guerre, du temps des Argéades, l'Assemblée des Macédoniens en arme a pour fonction de proclamer officiellement l'avènement d'un nouveau roi. Concernant l’avènement d'Antigone II Gonatas, ce n'est semble-t-il pas l'armée qui lui a conféré le titre royal. C'est lui qui l'a pris personnellement, en justifiant publiquement cet acte par la victoire contre les Galates, inaugurant une royauté personnelle par opposition à la royauté nationale de Macédoine (ou plutôt des Macédoniens). L'armée utilise par ailleurs la mutinerie à des fins politiques. Par exemple, lorsqu'en 322 av. J.-C. Perdiccas fait tuer la fille de Philippe II, Cynané, pour empêcher la fille de cette dernière, Eurydice, d'épouser Philippe III, l'armée se révolte et s'assure que le mariage a bien lieu.

## Religion

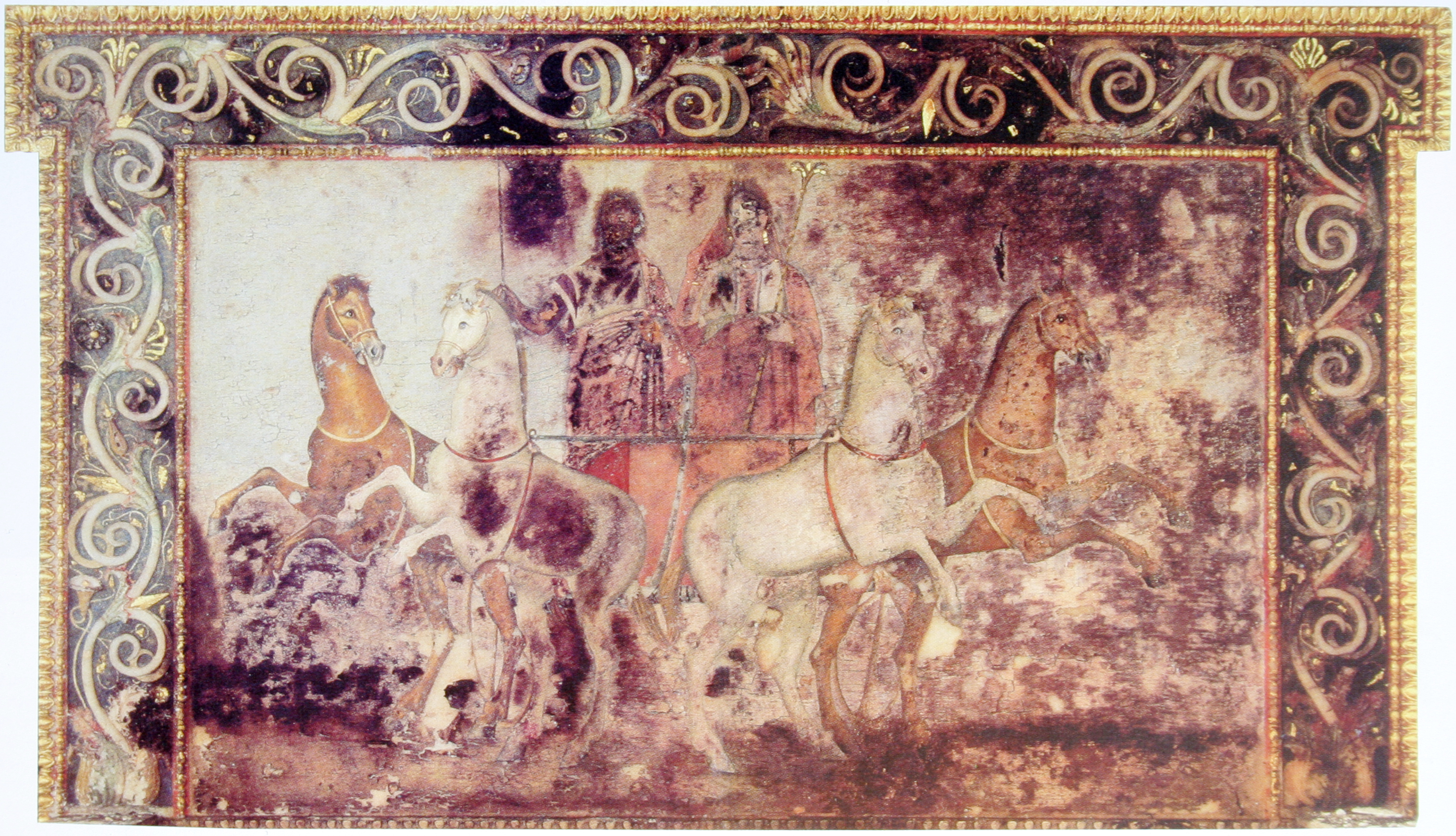
Fresque représentant Hadès et Perséphone dans la tombe attribuée à Eurydice, épouse d'.

### Tradition religieuse
Depuis l'époque classique, les Macédoniens vénèrent les divinités du panthéon grec ; mais il existe quelques divergences avec la religion du reste de la Grèce antique. Certaines déités revêtent une importance particulière, tandis que les Macédoniens montrent un souci pour la mort et l'au-delà comme le souligne le fait qu'ils construisent davantage de tombeaux que de temples. Le rôle du roi comme intermédiaire divin sont également spécifiques à la Macédoine.
Le principal sanctuaire consacré à Zeus est celui de Dion en Piérie, un autre situé à Véria en Émathie est consacré à Herakles et reçoit les faveurs particulières de Démétrios II quand celui-ci intervient dans les affaires du gouvernement municipal à la demande du prêtre du culte. En Macédoine, la politique et la religion sont souvent entrelacés. Par exemple, le chef de la cité d'Amphipolis est aussi le prêtre d'Asclépios. Un arrangement semblable existe à Cassandréia, où le prêtre organisant le culte du fondateur de la cité, Cassandre, est le magistrat suprême de la cité. Les cultes syncrétiques gréco-égyptiens ont été encouragés à la cour royale, comme en témoigne le temple de Sarapis à Thessalonique, tandis que Philippe III et Alexandre IV ont fait des offrandes votives au temple de Samothrace abritant le culte à mystères des Cabires. C'est d'ailleurs dans ce sanctuaire que Persée s'est réfugié après la défaite à Pydna en 168. Le royaume de Macédoine participe enfin aux jeux panhelléniques qui font partie des rites de la religion grecque antique.

### Divinisation royale
Les Argéades, la première dynastie royale, se revendiquent comme Héraclides, fondant leur prestige sur la mythologie grecque. Mais c'est Alexandre le Grand qui est le premier souverain objet d'un véritable culte divin de son vivant. En tant que pharaon d'Égypte, il est déjà considéré comme fils de Ra et l'incarnation vivante d'Horus par ses sujets égyptiens, croyance que ses successeurs ptolémaïques favorisent au profit de leur propre dynastie. Par ailleurs, à la suite de sa visite à l'oracle de Didymes en 334 av. J.-C., qui a suggéré sa divinité, il se rend à l'oracle de Zeus Ammon (équivalent grec de l'Amon-Rê égyptien) à l'oasis de Siwa dans le désert libyen en 332 pour se voir confirmer son statut divin. Après que le prêtre l'a convaincu que Philippe II est simplement son père mortel, Alexandre se voit proclamer « fils de Zeus ». Bien que les royaumes séleucide et lagide cultivent leurs propres cultes ancestraux et la déification des monarques dans le cadre d'une idéologie d'État, un culte semblable n'existe pas dans le royaume de Macédoine au temps des Antigonides.
On remarque aussi qu'Alexandre épargne les temples lors de la destruction de Thèbes, qu'il fait ériger des autels aux douze plus grands dieux de l'Olympe quand il est contraint d'arrêter sa conquête en Inde. Pour autant, il rend aussi honneur aux dieux égyptiens, souhaite faire un sacrifice à Melqart à Tyr et, dans sa tentative d'intégrer les coutumes perses à son empire, exige de se faire révérer comme un dieu lui-même.

### Rites funéraires royaux

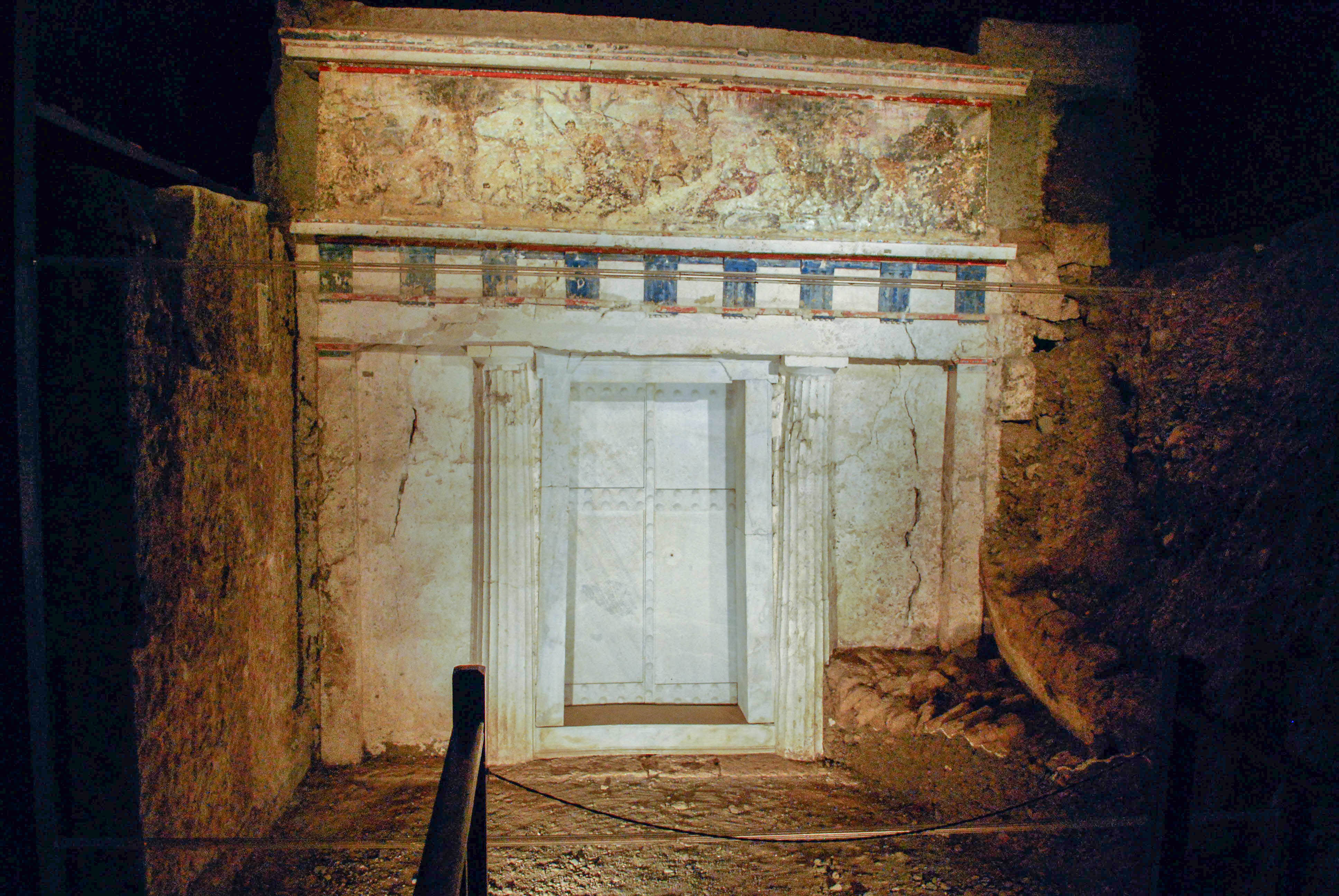
Façade de la tombe de Philippe II.

Dans les trois tombes royales d'Aigai (actuelle Vergina), dont celle attribuée à Philippe II, les murs sont ornés de peinture montrant des scènes mythologiques d'Hadès enlevant Perséphone (tombe 1), des scènes de chasse royale (tombe 2), tandis qu'on été mis au jour des biens somptuaires : armes, armures, vaisselles, objets personnels. Certains objets funéraires et motifs décoratifs sont communs à d'autres tombes macédoniennes, mais quelques objets trouvés à Vergina sont distinctement liés à la royauté, dont un diadème, des articles de luxe, des armes et des armures. Les défunts, dont les os ont été brûlés, sont placés dans des cercueils d'or décorés. Les savants ont longtemps débattu de l'identité des occupants des tombes depuis la découverte de ces vestiges en 1977-1978. Mais des recherches récentes et des examens médico-légaux ont conclu avec certitude qu'au moins une des personnes inhumées est bien Philippe II (tombeau 2). Situé près de la tombe 1, se trouvent les vestiges d'un héron, un sanctuaire pour le culte des morts.
En 2014, le tombeau d'Amphipolis, la plus vaste tombe antique trouvée à ce jour en Grèce, a été entièrement fouillé ; mais l'identité de la personne ensevelie (un noble macédonien) reste sujette à débat,.

## Arts et culture

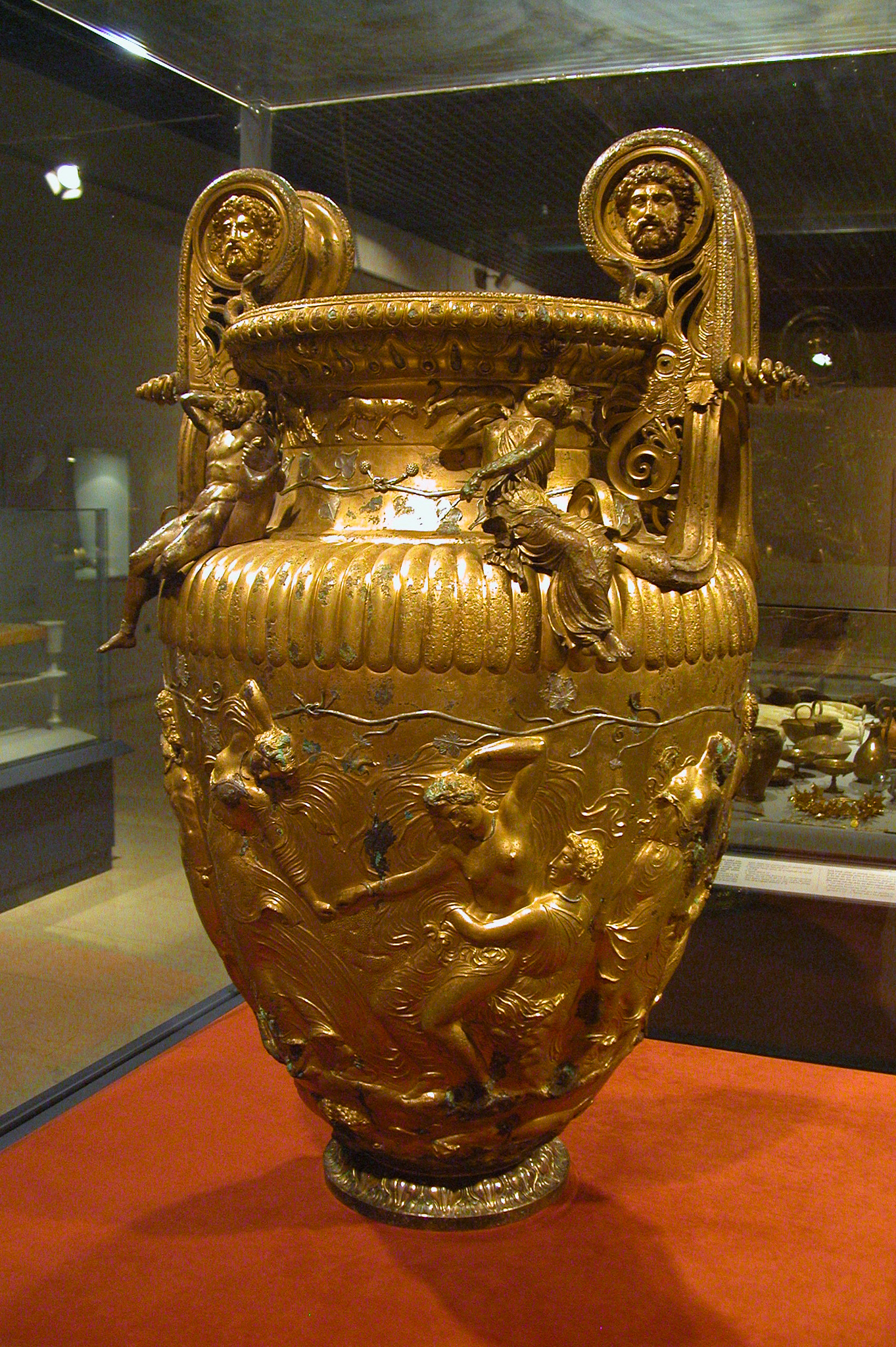
Cratère de Derveni, musée archéologique de Thessalonique.

### Arts visuels
À partir du règne d'Archélaos Ier à la fin du Ve siècle av. J.-C., l'élite macédonienne commence à importer des œuvres d'art depuis d'autres régions de la Grèce. Cependant, elle conserve encore des rites funéraires archaïques, probablement d'origine homérique, liés au symposion et aux rites de la table caractérisés par des objets tels que des cratère en métal comportant les cendres des défunts. Parmi ceux-ci se trouve le grand cratère de Derveni en bronze, mis au jour dans une nécropole près de Thessalonique du IVe siècle av. J.-C. ; il est décoré de scènes de Dionysos et de son entourage. Il a appartenu à un aristocrate ayant fait une carrière militaire. La métallurgie macédonienne suit généralement les styles de vases athéniens du IVe siècle av. J.-C. avec des récipients à boire, des bijoux, des couronnes, des diadèmes et des pièces parmi les nombreux objets métalliques trouvés dans les tombes.
Les œuvres peintes encore conservées comprennent des fresques et des peintures murales, mais aussi des décorations sur des œuvres sculptées telles que des statues et des bas-reliefs. Des traces de couleurs existent encore sur les bas-reliefs du sarcophage d'Alexandre. Ces peintures ont permis aux historiens d'enquêter sur les modes vestimentaires ainsi que sur les tenues militaires portés par les anciens Macédoniens, comme les peintures aux couleurs vives des tombes d'Ágios Athanásios et de Thessalonique montrant des figures portant des coiffures allant du casques à plumes à la causia et au pétase.

### Architecture

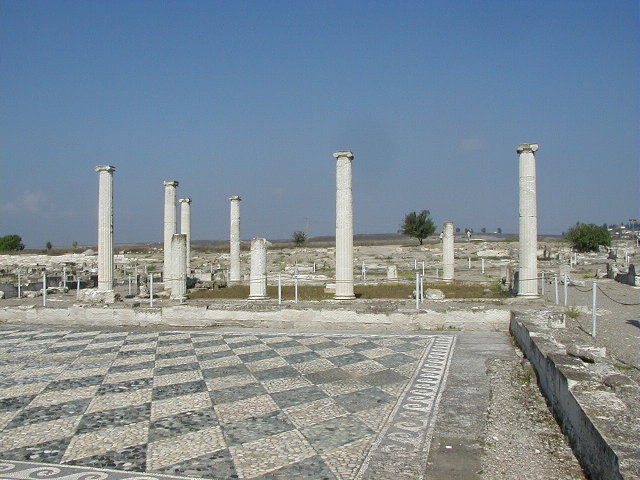
Atrium dans une maison de Pella.

L'architecture macédonienne n'est pas fondée sur un modèle unique mais mélange différents styles grecs. Parmi les ordres classiques, les architectes ont favorisé l'ordre ionique, en particulier dans les péristyles des maisons privées. Il existe plusieurs vestiges de l'architecture palatiale macédonienne, dont un palais à Pella, une résidence d'été dans l'actuelle Vergina (Aigai) et une autre résidence royale à Démétrias. À Vergina, les trois grandes salles de banquet avec des sols en marbre (recouverts de débris de tuiles) sont peut-être les vestiges des premières fermes triangulaires monumentales, dans le cas où elles seraient bien datées d'avant le règne d'Antigone II Gonatas. À la fin de la période Antigonides au milieu du IIe siècle av. J.-C., l'architecture utilise également les arcs et les voûtes. Les palais d'Aigai et de Demétrias, possèdent des murs de briques ; ce dernier palais a quatre tours d'angle érigées autour d'une cour centrale à la manière d'une résidence fortifiée.
Les souverains macédoniens ont également parrainé des œuvres d'architecture en dehors de la Macédoine proprement dite. Par exemple, après sa victoire à la bataille de Chéronée , Philippe II a élevé un monument commémoratif à Olympie, connu sous le nom de Philippeion, décoré à l'intérieur avec des statues à son effigie et à celles de ses parents Amyntas III et Eurydice, d'Olympias et d'Alexandre.
Les vestiges d'une vingtaine de théâtres survivent dans les régions actuelles de Macédoine grecque et de Thrace en Grèce actuelle : seize théâtres en plein air, trois odéons et un théâtre à Véria en cours d'excavation (2017).

### Théâtre et musique

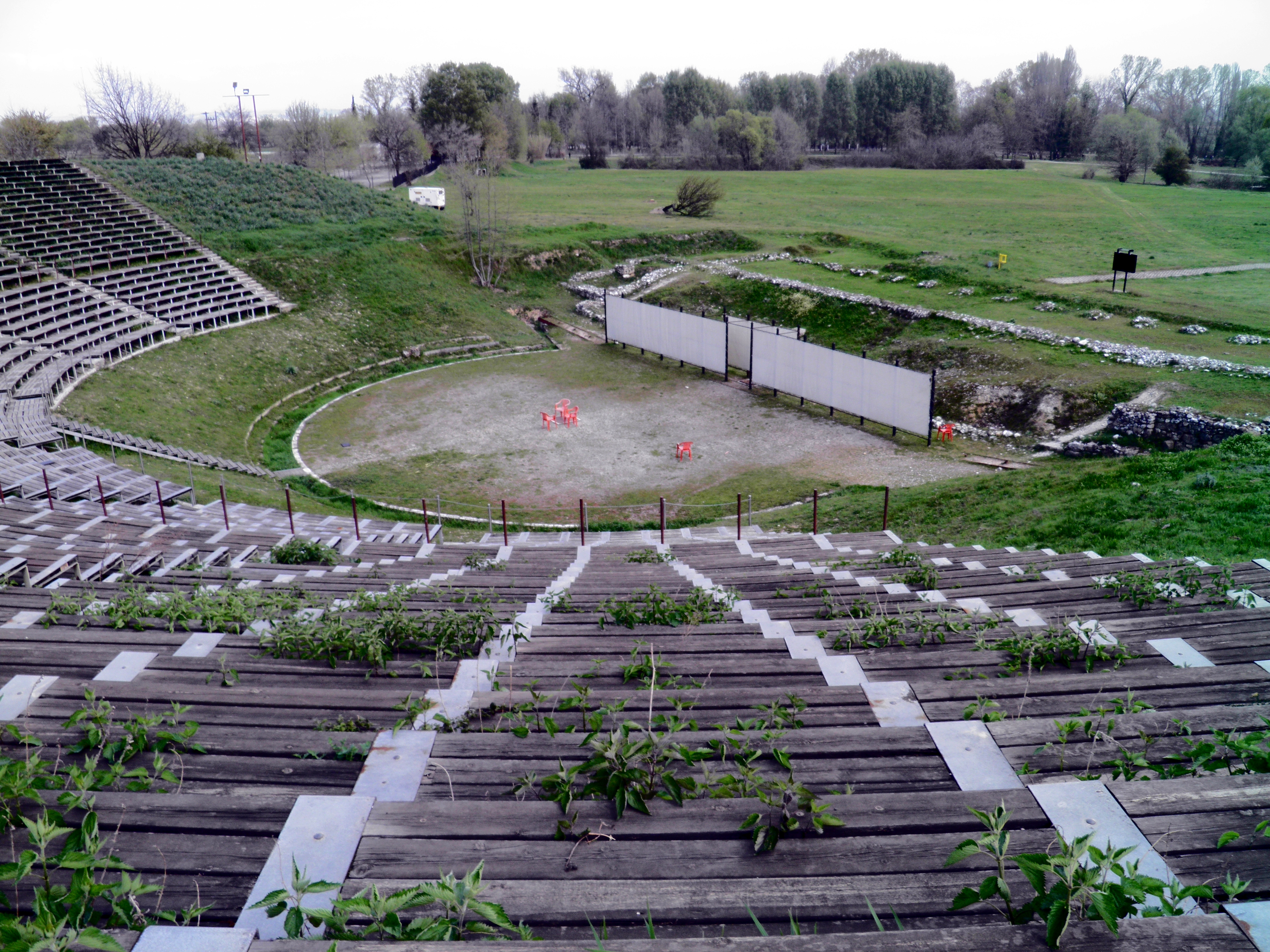
Théâtre hellénistique de la cité de Dion.

En Macédoine, sous les Argéades, le théâtre participe à la mise en scène de la politique. Philippe II a été assassiné en 336 av. J.-C. dans le théâtre d'Aigai durant le spectacle présenté en l'honneur du mariage de sa fille Cléopâtre avec Alexandre le Molosse, roi d'Épire. Alexandre aurait quant à lui été un admirateur de théâtre et de musique. Il semble avoir particulièrement apprécié les tragédies de l'Athènes classique d'Eschyle, Sophocle et Euripide, dont les œuvres font partie de l'éducation de ses nouveaux sujets orientaux en plus de l'étude de la langue grecque et des épopées d'Homère. Lorsque son armée demeure à Tyr en 332, Alexandre demande à ses généraux d'endosser la fonction de juges-arbitres, non seulement pour des épreuves athlétiques mais aussi pour des représentations de tragédies. Les célèbres acteurs contemporains Thessale et Athénodore se produisent sur scène pour l'événement, bien que ce dernier doive payer une amende pour dédommager son absence aux Dionysies d'Athènes (une amende qu'Alexandre a accepté de payer).
La musique est également appréciée en Macédoine. Hormis l'agora, le gymnase, le théâtre et les temples, l'un des principaux marqueurs d'une véritable cité grecque dans l'empire d'Alexandre est la présence d'un odéon pour les spectacles musicaux et concours poétiques. C'est le cas non seulement pour Alexandrie d'Égypte, mais aussi pour des fondations aussi éloignées qu'Alexandrie de l'Oxus en Afghanistan actuelle.

### Littérature et philosophie

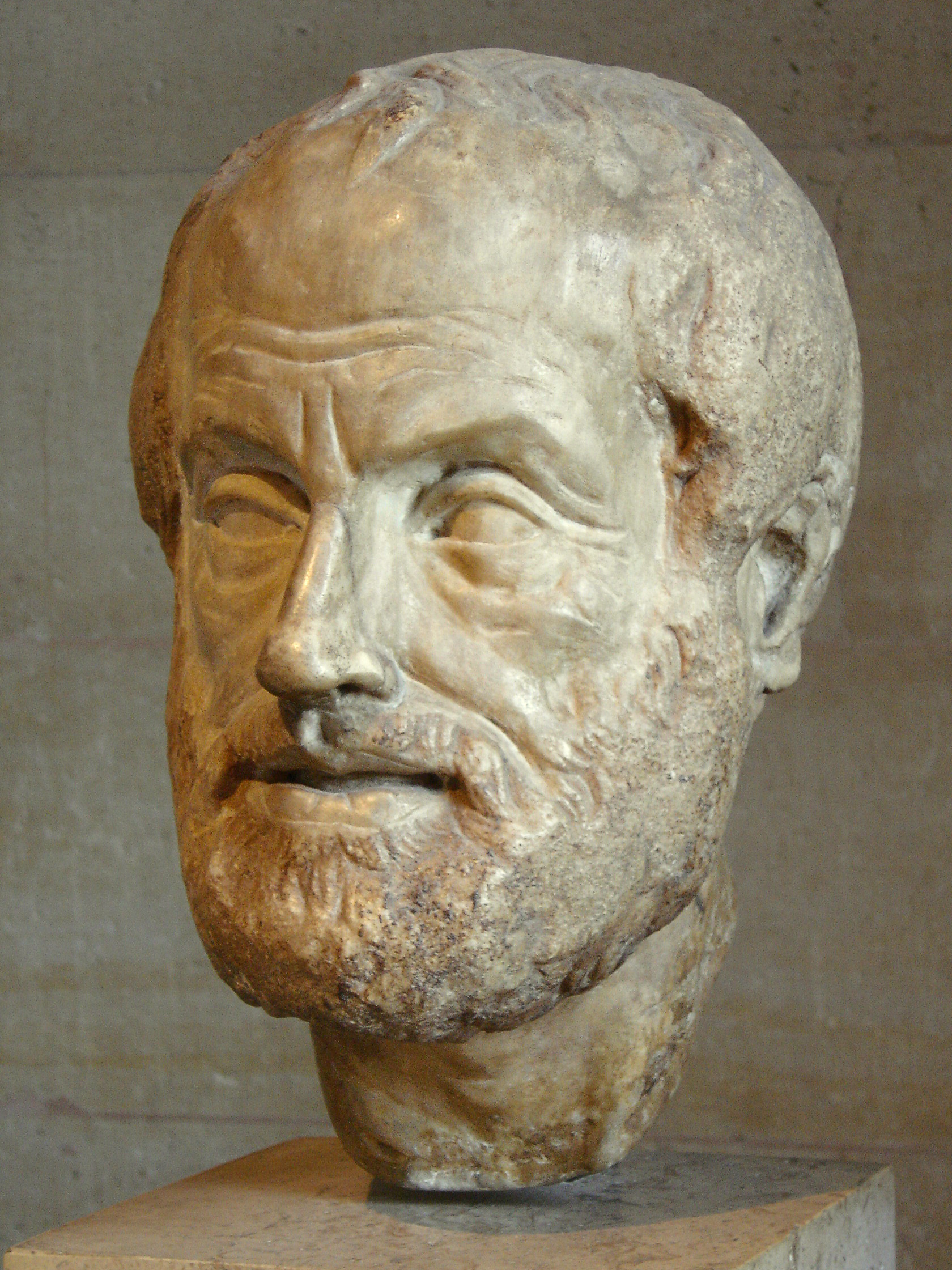
Portrait d'Aristote d'après un original en bronze de Lysippe.

À partir du milieu du Ve siècle av. J.-C., Perdiccas II accueille à sa cour des auteurs et des érudits grecs classiques, tels le poète lyrique Mélanippide de Cos et le médecin Hippocrate, tandis que l’enkomion (éloge) de Pindare écrit pour Alexandre Ier aurait pu être composé à sa cour. Archélaos Ier reçoit, plus encore que ses prédécesseurs, nombre de savants et d'artistes grecs, conduisant à décrire la Macédoine sous son règne comme un « centre actif de la culture hellénique ». Parmi ces célébrités, on peut citer : le peintre Zeuxis, l'architecte Callimachus, les poètes Choerilus de Samos, Timothée de Milet et Agathon, ainsi que le dramaturge athénien Euripide. Bien qu'Archéaolos a été critiqué par Socrate et Platon et aussi le premier roi macédonien étiqueté comme étant un « barbare », Thucydide a tenu l'a tenu en admiration pour ses accomplissements, notamment dans les compétitions sportives panhelléniques et la promotion de la culture littéraire.
Aristote, originaire de Stagire, une cité de la ligue chalcidienne intégrée au royaume de Macédoine sous Philippe II, a étudié à l'Académie platonicienne d'Athènes avant de devenir le précepteur du jeune Alexandre. Le philosophe enseigne au prince les lettres et la politique, résidant durant cinq années à la cour de Pella. Parmi le cortège d'artistes, d'écrivains et de philosophes accompagnant l'expédition d'Alexandre se trouvent le sceptique Pyrrhon d'Élis et Callisthène, le neveu d'Aristote, exécuté après la conjuration des pages. Pendant la période antigonide, Antigone II Gonatas entretient des relations cordiales avec Ménédème d'Érétrie, un philosophe socratique, et Zénon de Cition, le fondateur du stoïcisme.
Parmi les Fragmente der griechischen Historiker, Felix Jacoby identifie au moins treize historiens antiques ayant écrit des histoires au sujet de la Macédoine. Mais, hormis les récits d'Hérodote et de Thucydide, les ouvrages en question sont fragmentaires, alors que d'autres sont complètement perdus, comme une histoire de la guerre illyrienne sous Perdiccas III écrite par Antipater. Les historiens macédoniens Marsyas de Pella et Marsyas de Philippes ont écrit des histoires de Macédoine. Contemporain des conquêtes d'Alexandre, Ptolémée et Aristobule ont écrit des Mémoires qui ont inspiré en droite ligne l’Anabase (Arrien) d'Arrien. Hiéronymos de Cardia, collaborateur des Diadoques Eumène et Antigone, a rédigé une Histoire des successeurs d'Alexandre qui est la source première de Diodore de Sicile aux livres XVII à XX de la Bibliothèque historique et de Plutarque (Vie d'Eumène, Vie de Démétrios, Vie de Pyrrhus). L'officier et marin Néarque a décrit son périple l'ayant amené de l'embouchure de l'Indus au golfe Persique. L'historien macédonien Cratère a publié une compilation des décrets promulgués par l'Assemblée athénienne en se rattachant à l'école d'Aristote. Philippe V possède des manuscrits de l'histoire de Philippe II par Théopompe.

### Innovations techniques
Au cours de la période hellénistique, il devient courant pour les États grecs de financer le développement d'engins de siège à torsion de plus en plus puissants, de navires de guerre et de techniques standardisées pour les armes et les armures. Philippe II cherche d'abord à accélérer la prise des places fortes. Polyeidos de Thessalie met au point une tour de siège de 14,50 mètres de hauteur, les hélépoles. L'artillerie connait des innovations majeures :
- Le gastraphètes, une arbalète primitive, envoie des carreaux à plus de 100 mètres.
- Le scorpion (ou baliste quand il tire des boulets) est un grand arc qui se remonte avec une manivelle, pouvant envoyer le feu chez l'adversaire et tirer plusieurs projectiles à la fois.
- L’oxybèles est une machine décochant de longues piques.
- Le lithobolos (ou pierrier) peut jeter des projectiles de 80 kg à 150 mètres.
- Le bélier est agrandi : certains font 20 mètres de long ; les assaillants s'abritent sous une protection, la tortue.

De nombreux ingénieurs accompagnent l'expédition d'Alexandre : des hydrauliciens comme Cratès, des spécialistes des mines comme Gorgos ou de futurs « mémorialistes » comme Aristobule de Cassandréia dont le récit (précis) inspire l’Anabase d'Arrien. Pendant le siège d'Échinus par Philippe V en 211 av. J.-C., les assiégeants construisent des tunnels pour protéger les soldats et les sapeurs pendant qu'ils vont et viennent du camp aux travaux de siège. Deux tours de siège reliées par un mur en osier surmontées de balistes lance-pierre protègent l'approche du bélier. En dépit de la réputation ancienne de la Macédoine dans les techniques de siège, Alexandrie d’Égypte devient le centre des innovations pour les catapultes à partir du IIIe siècle av. J.-C., comme en témoignent les écrits de Philon.
Même si la Macédoine n'est pas aussi prolifique que d'autres régions de la Grèce en termes d'innovations technologiques, quelques inventions en seraient peut-être originaires : la presse à olives rotative, le verre moulé-pressé (bien qu'il existe simultanément dans l'empire achéménide), les premières pièces en verre translucides du monde grec découvertes en Macédoine et à Rhodes (datées du IVe siècle av. J.-C.). Durant l'époque hellénistique les principaux centres d'innovation technique (non-militaire) restent Alexandrie, Rhodes et Pergame.

## Héritage

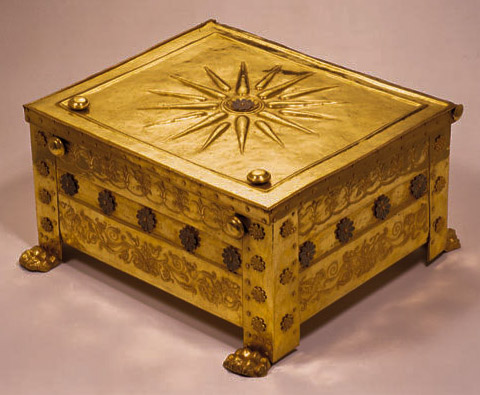
Larnax de Philippe II (roi de Macédoine) avec le soleil de Vergina.

Les règnes de Philippe II et d'Alexandre le Grand marquent la disparition de la Grèce classique et la naissance de la civilisation hellénistique, avec en élément fondateur l'expansion de la culture grecque en Orient consécutivement à la conquête de l'Asie. Aux IVe et IIIe siècles av. J.-C., de nombreux Macédoniens émigrent vers l'Égypte lagide et vers certaines régions du royaume séleucide. Mais la colonisation intensive de ces territoires a sapé les forces vives de la Macédoine, affaiblissant le royaume dans sa lutte contre les autres puissances hellénistiques et contribuant à sa chute face aux Romains. Cependant, selon l'historien R. M. Errington, la diffusion de la culture et de la langue grecques induite par la conquête de l'Asie et de l'Égypte constitue une « condition préalable » à l'expansion romaine et à sa perpétuation par l'Empire byzantin.
Les souverains d'ascendance macédonienne des royaumes ptolémaïques et séleucides acceptent comme officiers des hommes originaires de toutes les régions du monde grec, en ne favorisant pas une identité « nationale » comme les Antigonides. Les études modernes mettent l'accent sur le fait que les institutions politiques ou militaires de ces royaumes hellénistiques sont davantage influencés par leurs origines macédoniennes que par les traditions orientales ou grecques méridionales. Alors que la société spartiate est restée essentiellement « insulaire » et que l'Athènes hellénistique continue à imposer des restrictions strictes à l'acquisition de la citoyenneté, les cités cosmopolites d'Asie et d'Afrique du Nord ressemblent davantage aux cités « ouvertes » de Macédoine, car elle abritent un mélange de populations autochtones, de colons gréco-macédoniens et d'Orientaux hellénisés, dont beaucoup sont le produit d'intermariages entre Grecs et autochtones.
L'historien Johann Gustav Droysen soutient que les conquêtes d'Alexandre et l'extension gréco-macédonienne en Orient ont permis l'extension du christianisme dans l'Empire romain.